# Lijst van rijksmonumenten in 's-Hertogenbosch/Centrum
Hieronder een overzicht van 401 rijksmonumenten in het centrum van 's-Hertogenbosch.

## Rijksmonumenten in het centrum
| Object | Oorspronkelijke functie?                                                      | Bouwjaar                                                   | Architect                                           | Locatie                                                                          | Coördinaten?                  | Nr.?    | Afbeelding |
| --- | ----------------------------------------------------------------------------- | ---------------------------------------------------------- | --------------------------------------------------- | -------------------------------------------------------------------------------- | ----------------------------- | ------- | --- |
| Pastorie van de Sint Pieterskerk | Refugiehuis der Augustijner Kanunniken van het klooster Mariënhage te Woensel | ca. 1540                                                   |                                                     | Achter de Tolbrug 151                                                            | 51° 41' 27" NB, 5° 18' 9" OL  | 21580   | Pastorie van de Sint Pieterskerk |
| Eenvoudig huisje met latere wijzigingen | Gebouw                                                                        | 17e eeuw en later                                          |                                                     | Achter de Wereld 6                                                               | 51° 41' 11" NB, 5° 18' 23" OL | 21581   | Upload foto |
| Eenvoudige huisjes met latere wijzigingen | Gebouw                                                                        | 17e eeuw en later                                          |                                                     | Achter de Wereld 5                                                               | 51° 41' 10" NB, 5° 18' 23" OL | 21582   | Upload foto |
| Het huis de Trouw. Woonhuis met een gepleisterde lijstgevel en een omlijste ingangspartij in empire-trant | Gebouw                                                                        | ca 1825                                                    |                                                     | Achter het Wild Varken 9                                                         | 51° 41' 14" NB, 5° 18' 9" OL  | 21583   | Meer afbeeldingen |
| Woonhuis daterend | Woonhuis                                                                      | 1890-1900                                                  |                                                     | Bleekerstraatje 3                                                                | 51° 41' 8" NB, 5° 17' 55" OL  | 522530  | Woonhuis daterend |
| Voormalig kazernegebouw | Gebouw                                                                        | 1744                                                       |                                                     | Berewouthof 1 t/m 23 (even + oneven)                                             | 51° 41' 14" NB, 5° 17' 53" OL | 21584   | Meer afbeeldingen |
| Groot Tuighuis | Kerk en kerkonderdeel                                                         | 1584 (huidig)                                              |                                                     | Bethaniestraat 2A, 4                                                             | 51° 41' 14" NB, 5° 18' 46" OL | 21585   | Meer afbeeldingen |
| Voorhuis met vast achterhuis met twee verdiepingen onder met blauwe Hollandse pannen gedekt schilddak | Gebouw                                                                        | 16e eeuw (oorsprong) 1839 (vernieuwd)                      |                                                     | Visstraat 37, Brede Haven 1, 2                                                   | 51° 41' 25" NB, 5° 17' 59" OL | 21587   | Meer afbeeldingen |
| Woonhuis met voormalige bedrijfsruimte | Woonhuis                                                                      | 1889 (bouw) 1995 (renovatie)                               |                                                     | Brede Haven 5, 5B en 6                                                           | 51° 41' 26" NB, 5° 17' 60" OL | 522531  | Meer afbeeldingen |
| Pand onder verdieping | Gebouw                                                                        | midden 17e eeuw                                            |                                                     | Brede Haven 70                                                                   | 51° 41' 38" NB, 5° 18' 2" OL  | 21588   | Meer afbeeldingen |
| Pand onder zadeldak | Gebouw                                                                        | midden 17e eeuw                                            |                                                     | Brede Haven 71, 71A                                                              | 51° 41' 38" NB, 5° 18' 2" OL  | 21589   | Meer afbeeldingen |
| Onderkelderd pand, met verdieping onder blauwe Hollandse pannen gedekt, afgewolfd zadeldak | Gebouw                                                                        | 1850 (verhoogd)                                            |                                                     | Buitenhaven 8                                                                    | 51° 41' 27" NB, 5° 17' 58" OL | 21590   | Meer afbeeldingen |
| Vroeg-19e-eeuws gepleisterd pand met mogelijk oudere kern | Gebouw                                                                        | vroege 19e eeuw                                            |                                                     | Buitenhaven 9                                                                    | 51° 41' 27" NB, 5° 17' 58" OL | 21591   | Meer afbeeldingen |
| Complex GZG: Mariapaviljoen) | Gezondheidszorg                                                               | 1915                                                       |                                                     | Burgemeester Loeffplein 70A                                                      | 51° 41' 26" NB, 5° 18' 17" OL | 5322430 | Meer afbeeldingen |
| Complex GZG: Ziekenhuis, klooster en kapel | Gezondheidszorg                                                               | 1915                                                       | Jan Vrijman en Th. J. Klompers                      | Burgemeester Loeffplein 70E                                                      | 51° 41' 25" NB, 5° 18' 19" OL | 522429  | Complex GZG: Ziekenhuis, klooster en kapel |
| Complex GZG: Ziekenpaviljoen (stergebouw)) | Gezondheidszorg                                                               | 1915                                                       |                                                     | Burgemeester Loeffplein 70C                                                      | 51° 41' 27" NB, 5° 18' 21" OL | 522431  | Upload foto |
| Pastorie van de kerk van de H.Joannes Evangelist | Kerkelijke dienstwoning                                                       | ca. 1850                                                   | J. Bolsius                                          | Choorstraat 1                                                                    | 51° 41' 16" NB, 5° 18' 31" OL | 21592   | Meer afbeeldingen |
| Bij het voormalige klooster van de "Zusters van de Choorstraat" behorende kapel gesitueerd op het binnenhof | Kapel                                                                         | 1910-1911                                                  |                                                     | Choorstraat bij 7                                                                | 51° 41' 14" NB, 5° 18' 35" OL | 522395  | Bij het voormalige klooster van de "Zusters van de Choorstraat" behorende kapel gesitueerd op het binnenhof                                                |
| Achterhuis | Woonhuis                                                                      | 16e eeuw/1838                                              |                                                     | Choorstraat 8, 10, 12                                                            | 51° 41' 16" NB, 5° 18' 35" OL | 21593   | Meer afbeeldingen |
| Vondelingenhuis, gepleisterd hoekpand met verdieping onder met Hollandse pannen gedekt zadeldak | Gebouw                                                                        | 16e eeuw                                                   |                                                     | Clarastraat 23, 25                                                               | 51° 41' 16" NB, 5° 18' 36" OL | 21595   | Meer afbeeldingen |
| De Boterton. Huis met lichtgroen gepleisterde gevel met bossingen | Gebouw                                                                        | 16e eeuw (inwendig)                                        |                                                     | Fonteinstraat 3                                                                  | 51° 41' 17" NB, 5° 18' 15" OL | 21599   | Meer afbeeldingen |
| Hervormde kerk | Kerk en kerkonderdeel                                                         | 1821                                                       |                                                     | Gasselstraat 3                                                                   | 51° 41' 19" NB, 5° 18' 20" OL | 21600   | Meer afbeeldingen |
| Deftig woonhuis | Gebouw                                                                        | ca. 1850                                                   |                                                     | Gasthuisstraat 14 t/m 18 (even)                                                  | 51° 41' 22" NB, 5° 18' 20" OL | 21601   | Meer afbeeldingen |
| Voormalige centraal kantoor van het bestuur der godshuizen | Gebouw                                                                        | 1903                                                       |                                                     | Gasthuisstraat 9, 11                                                             | 51° 41' 22" NB, 5° 18' 21" OL | 21602   | Meer afbeeldingen |
| de Ploeg | Gebouw                                                                        | 19e eeuw (oorsprongelijk vroeg 16e eeuw)                   |                                                     | Hinthamerstraat 49, 51                                                           | 51° 41' 20" NB, 5° 18' 23" OL | 21603   | Meer afbeeldingen |
| de Gulden Schoen. Huis met gevel met vlakke hoekuitmetselingen en vooruitspringende middenpartij met rijk omlijst verdiepingsvenster                                                                           | Gebouw                                                                        | midden 18e eeuw                                            |                                                     | Hinthamerstraat 55                                                               | 51° 41' 20" NB, 5° 18' 23" OL | 21604   | Meer afbeeldingen |
| De Dry Hamerkens | Gebouw                                                                        | ca. 1580 (bouw) 1927 (rest.)                               |                                                     | Hinthamerstraat 57                                                               | 51° 41' 20" NB, 5° 18' 24" OL | 21605   | Meer afbeeldingen |
| Huis met baksteengevel met vlakke vooruitspringende middenpartij en hoeklisenen | Gebouw                                                                        | eerste kwart 19e eeuw                                      |                                                     | Hinthamerstraat 63, 65                                                           | 51° 41' 20" NB, 5° 18' 25" OL | 21606   | Meer afbeeldingen |
| De Duif | Gebouw                                                                        | ca. 1840 of iets vroeger                                   |                                                     | Hinthamerstraat 69                                                               | 51° 41' 20" NB, 5° 18' 25" OL | 21607   | Meer afbeeldingen |
| Het Rood Hekken | Gebouw                                                                        | midden 19e eeuw                                            |                                                     | Hinthamerstraat 89, 91, 91A                                                      | 51° 41' 19" NB, 5° 18' 29" OL | 21608   | Meer afbeeldingen |
| De Moriaen | Gebouw                                                                        | ca. 1840                                                   |                                                     | Hinthamerstraat 107                                                              | 51° 41' 19" NB, 5° 18' 34" OL | 21609   | Meer afbeeldingen |
| de Drie Koningen | Gebouw                                                                        | 1850 (16e eeuw (oorsprong))                                |                                                     | Hinthamerstraat 135                                                              | 51° 41' 18" NB, 5° 18' 37" OL | 21610   | Meer afbeeldingen |
| Woonhuis, met houtconstructie uit circa 1545 (d). Het pand heeft een voor 's-Hertogenbosch gebruikelijk indeling in een voor- en achterhuis.                                                                   | Woonhuis                                                                      | verschillende momenten tussen 1545 en 1920                 |                                                     | Hinthamerstraat 138                                                              | 51° 41' 19" NB, 5° 18' 39" OL | 532040  | Upload foto |
| Het kasteel van jonkheer Geerling van den Bosch. Groot pand, nog geheel woonhuisgedaante | Gebouw                                                                        | 1775 (oorsprongelijk 14e eeuw)                             |                                                     | Hinthamerstraat 141, 141A                                                        | 51° 41' 18" NB, 5° 18' 38" OL | 21611   | Meer afbeeldingen |
| De Noteboom | Gebouw                                                                        | ca. 1850                                                   |                                                     | Hinthamerstraat 151, 153                                                         | 51° 41' 18" NB, 5° 18' 41" OL | 21612   | Meer afbeeldingen |
| De Noteboom | Gebouw                                                                        | ca. 1850                                                   |                                                     | Hinthamerstraat 155                                                              | 51° 41' 18" NB, 5° 18' 41" OL | 21613   | Meer afbeeldingen |
| De Gulden (Houten) Hand. Huis onder schilddak en met eenvoudige, gebosseerd gepleisterde lijstgevel in late empire-trant                                                                                       | Gebouw                                                                        |                                                            |                                                     | Hinthamerstraat 157                                                              | 51° 41' 18" NB, 5° 18' 41" OL | 21614   | Meer afbeeldingen |
| De Gulden Sester | Gebouw                                                                        | 1724 (jaartal)                                             |                                                     | Hinthamerstraat 159                                                              | 51° 41' 18" NB, 5° 18' 42" OL | 21615   | Meer afbeeldingen |
| Sint-Jacobskerk | Kerk en kerkonderdeel                                                         | 1905                                                       | J.Th.J. Cuypers en J. Stuyt                         | Hinthamerstraat 175                                                              | 51° 41' 16" NB, 5° 18' 44" OL | 21616   | Meer afbeeldingen |
| De Gulden Roos, pastorie van de St. Jacobskerk | Gebouw                                                                        | waarschijnlijk 17e eeuw (oorsprong) 19e eeuw (gepleisterd) |                                                     | Hinthamerstraat 177                                                              | 51° 41' 18" NB, 5° 18' 44" OL | 21617   | Meer afbeeldingen |
| de Gecroonde Hamer. Vier vensterassen breed pand met verdieping onder met pannen gedekt schilddak | Gebouw                                                                        | tweede kwart 19e eeuw                                      |                                                     | Hinthamerstraat 181                                                              | 51° 41' 18" NB, 5° 18' 45" OL | 21618   | Meer afbeeldingen |
| De Swaen, pand met twee verdiepingen onder met blauwe Hollandse pannen gedekt zadeldak tegen topgevel met vlechtingen en met schild boven de in schoon metselwerk opgetrokken 19e-eeuwse en door een geprofile | Gebouw                                                                        | 19e eeuw                                                   |                                                     | Hinthamerstraat 199                                                              | 51° 41' 18" NB, 5° 18' 48" OL | 21619   | Meer afbeeldingen |
| Sint Jacobshof: hofjeswoningen | Woonhuis                                                                      | 1930                                                       |                                                     | Sint Jacobshof 1-44                                                              | 51° 41' 13" NB, 5° 18' 42" OL | 524987  | Meer afbeeldingen |
| Geneeskundig Gesticht Reinier van Arkel | Gebouw                                                                        |                                                            |                                                     | Sint Jacobsstraat 2                                                              | 51° 41' 16" NB, 5° 18' 48" OL | 21620   | Meer afbeeldingen |
| de Groote Valk. Huis onder schilddak en met gebosseerd gepleisterde lijstgevel waarin empire-schuiframen | Gebouw                                                                        | ca. 1830 (??)                                              |                                                     | Hinthamerstraat 207                                                              | 51° 41' 17" NB, 5° 18' 50" OL | 21621   | Meer afbeeldingen |
| Voormalige Sint Antoniuskapel. | Kapel                                                                         | 1491                                                       |                                                     | Hinthamerstraat 217                                                              | 51° 41' 18" NB, 5° 18' 53" OL | 21622   | Meer afbeeldingen |
| de Eenhoorn. Huis met lijstgevel met dakkapel, schuiframen en rijke pui | Gebouw                                                                        | 1789 (pui)                                                 |                                                     | Hinthamerstraat 4                                                                | 51° 41' 21" NB, 5° 18' 17" OL | 21623   | Meer afbeeldingen |
| In dit huis zijn overblijfselen ingebouwd van de leuvense of gevangenpoort | Gebouw                                                                        | vroeg 13e eeuw                                             |                                                     | Hinthamerstraat 10                                                               | 51° 41' 21" NB, 5° 18' 18" OL | 21624   | Meer afbeeldingen |
| Pand aan de oostkant tegen de overblijfselen van de Leuvense of gevangenpoort aan gebouwd en deze geheel omvattend                                                                                             | Gebouw                                                                        |                                                            |                                                     | Hinthamerstraat 12                                                               | 51° 41' 21" NB, 5° 18' 19" OL | 21625   | Meer afbeeldingen |
| Gepleisterd hoekhuis | Gebouw                                                                        | waarschijnlijk 15e eeuw                                    |                                                     | Hinthamerstraat 18                                                               | 51° 41' 21" NB, 5° 18' 20" OL | 21626   | Meer afbeeldingen |
| Pand - voorhuis met vast achterhuis - met twee verdiepingen onder met blauwe kruispannen gedekt zadeldak | Gebouw                                                                        | waarschijnlijk 15e eeuw                                    |                                                     | Hinthamerstraat 20                                                               | 51° 41' 21" NB, 5° 18' 21" OL | 21627   | Meer afbeeldingen |
| het Vuurstaal. Huis onder schilddak en met lijstgevel van 18e-eeuws metselwerk, waarin 19e-eeuwse vensters | Gebouw                                                                        |                                                            |                                                     | Hinthamerstraat 30                                                               | 51° 41' 21" NB, 5° 18' 22" OL | 21628   | Meer afbeeldingen |
| de Vergulde Speelwagen. Huis met eenvoudige lijstgevel uit het einde van de 18e eeuw | Werk-woonhuis                                                                 |                                                            |                                                     | Hinthamerstraat 32                                                               | 51° 41' 21" NB, 5° 18' 22" OL | 21629   | Meer afbeeldingen |
| de Roosekrans | Gebouw                                                                        |                                                            |                                                     | Hinthamerstraat 40                                                               | 51° 41' 20" NB, 5° 18' 23" OL | 21630   | Meer afbeeldingen |
| Huis met lijstgevel met boven de winkelpui horizontaal gegroefd pleisterwerk, segmentvormig overtoogde vensters met stucversiering en fragment van oudere kroonlijst met consoles in régence-stijl uit omstre  | Gebouw                                                                        |                                                            |                                                     | Hinthamerstraat 62, 62A                                                          | 51° 41' 20" NB, 5° 18' 26" OL | 21631   | Meer afbeeldingen |
| Oude mannen- en vrouwen huis | Gebouw                                                                        |                                                            |                                                     | Hinthamerstraat 72                                                               | 51° 41' 20" NB, 5° 18' 29" OL | 21632   | Meer afbeeldingen |
| Jeroen Boschhuis | Gebouw                                                                        |                                                            |                                                     | Hinthamerstraat 74                                                               | 51° 41' 20" NB, 5° 18' 30" OL | 21633   | Meer afbeeldingen |
| Huis met eenvoudige halsgevel met aan de uiteinden toegespitste rollagen en bekroond door driehoekig fronton met jaartal 1691                                                                                  | Gebouw                                                                        | 1691                                                       |                                                     | Hinthamerstraat 82                                                               | 51° 41' 19" NB, 5° 18' 32" OL | 21634   | Meer afbeeldingen |
| Zwanenbroedershuis | Kerkelijke dienstwoning                                                       |                                                            | J.H. Laffertée                                      | Hinthamerstraat 94                                                               | 51° 41' 19" NB, 5° 18' 34" OL | 21635   | Meer afbeeldingen |
| Huis met strakke gepleisterde lijstgevel | Gebouw                                                                        |                                                            |                                                     | Hinthamerstraat 100                                                              | 51° 41' 19" NB, 5° 18' 35" OL | 21636   | Meer afbeeldingen |
| Pand met verdieping op L-vormige plattegrond | Gebouw                                                                        |                                                            |                                                     | Schilderstraat 2A                                                                | 51° 41' 19" NB, 5° 18' 41" OL | 21637   | Meer afbeeldingen |
| de Drije Witte Mollen. Huis met lijstgevel met rijke kroonlijst, bestaande uit parel- en eierlijsten, guirlandes en osseschedels, klossen met druppen                                                          | Gebouw                                                                        |                                                            |                                                     | Hinthamerstraat 156                                                              | 51° 41' 19" NB, 5° 18' 42" OL | 21638   | Meer afbeeldingen |
| de Gulden Engel. Pand - voorhuis met vast achterhuis - met verdieping onder met rode hollandse pannen gedekt schilddak                                                                                         | Gebouw                                                                        |                                                            |                                                     | Hinthamerstraat 158                                                              | 51° 41' 19" NB, 5° 18' 42" OL | 21639   | Meer afbeeldingen |
| de Wit Voet. Pand met pilastergevel met hoog schilddak evenwijdig aan de gevel | Gebouw                                                                        |                                                            |                                                     | Hinthamerstraat 164, 166                                                         | 51° 41' 19" NB, 5° 18' 43" OL | 21640   | Meer afbeeldingen |
| de Rooije Kroon. Monumentaal pand met koetshuis | Gebouw                                                                        |                                                            |                                                     | Hinthamerstraat 176                                                              | 51° 41' 18" NB, 5° 18' 46" OL | 21641   | de Rooije Kroon. Monumentaal pand met koetshuis |
| De Kalverendans en De Hopsack | Woonhuis                                                                      | 1600-1700                                                  |                                                     | Hinthamerstraat 183                                                              | 51° 41' 18" NB, 5° 18' 46" OL | 522467  | Meer afbeeldingen |
| 't Wit Leeuwken. Huis met lijstgevel | Gebouw                                                                        |                                                            |                                                     | Hinthamerstraat 184                                                              | 51° 41' 18" NB, 5° 18' 47" OL | 21642   | Meer afbeeldingen |
| de Drije Swarte Mollen | Winkel                                                                        | 1600-1700                                                  |                                                     | Hinthamerstraat 190, 192                                                         | 51° 41' 18" NB, 5° 18' 48" OL | 522466  | Meer afbeeldingen |
| Sint-Jan | Gebouw                                                                        |                                                            |                                                     | Hinthamerstraat 196, 198                                                         | 51° 41' 18" NB, 5° 18' 49" OL | 21643   | Meer afbeeldingen |
| Pand met verdiep onder met blauwe Hollandse pannen gedekt zadeldak | Gebouw                                                                        | waarschijnlijk 16e eeuw                                    |                                                     | Hinthamerstraat 210                                                              | 51° 41' 18" NB, 5° 18' 50" OL | 21644   | Meer afbeeldingen |
| de Palmboom. Huis met eenvoudige lijstgevel met kroonlijst op klossen | Gebouw                                                                        |                                                            |                                                     | Hinthamerstraat 212                                                              | 51° 41' 18" NB, 5° 18' 51" OL | 21645   | Meer afbeeldingen |
| Huis met nieuw beklampte trapgevel met natuurstenen banden, blokken en vleugelstukken | Gebouw                                                                        | 19e eeuw                                                   |                                                     | Hooge Steenweg 32                                                                | 51° 41' 25" NB, 5° 18' 6" OL  | 21646   | Meer afbeeldingen |
| Pandje met lage verdieping onder met pannen gedekt zadeldak | Gebouw                                                                        | vermoedelijk 17e eeuw                                      |                                                     | In den Boerenmouw 3                                                              | 51° 41' 20" NB, 5° 18' 32" OL | 21647   | Pandje met lage verdieping onder met pannen gedekt zadeldak                                                                                                |
| Gepleisterd pandje met lage verdieping onder twee met blauwe Hollandse pannen gedekte zadeldaken | Woonhuis                                                                      | vermoedelijk 17e eeuw                                      |                                                     | In den Boerenmouw 11, 13                                                         | 51° 41' 21" NB, 5° 18' 33" OL | 21648   | Meer afbeeldingen |
| Pandje zonder verdieping | Gebouw                                                                        |                                                            |                                                     | In den Boerenmouw 21                                                             | 51° 41' 22" NB, 5° 18' 33" OL | 21649   | Meer afbeeldingen |
| Huis met topgevel met ontlastende korfboog om bovenvenster | Gebouw                                                                        | vroeg 17e eeuw                                             |                                                     | Sint Jacobsstraat 25, 27 's-Hertogenbosch                                        | 51° 41' 16" NB, 5° 18' 46" OL | 21650   | Huis met topgevel met ontlastende korfboog om bovenvenster                                                                                                 |
| Laatgotisch huis | Gebouw                                                                        |                                                            |                                                     | Sint Jansstraat 1, 1A                                                            | 51° 41' 23" NB, 5° 17' 58" OL | 21651   | Meer afbeeldingen |
| Huis voorzien van hoog zadeldak met zijtrapgevel en vlechtingen | Gebouw                                                                        | 17e eeuw                                                   |                                                     | Sint Jansstraat 3, 5                                                             | 51° 41' 23" NB, 5° 17' 58" OL | 21652   | Meer afbeeldingen |
| Hoge gebouwen met laadruimten | Gebouw                                                                        |                                                            |                                                     | Sint Jorisstraat 4, 6, 8                                                         | 51° 41' 12" NB, 5° 18' 4" OL  | 21653   | Meer afbeeldingen |
| Huis met eenvoudige 17e-eeuwse gevel met klein fronton | Gebouw                                                                        |                                                            |                                                     | Sint Jorisstraat 12                                                              | 51° 41' 12" NB, 5° 18' 5" OL  | 21654   | Meer afbeeldingen |
| Huis met eenvoudige gewitte lijstgevel met dakkapel en tandlijst onder kroonlijst | Gebouw                                                                        |                                                            |                                                     | Sint Jorisstraat 13                                                              | 51° 41' 11" NB, 5° 18' 5" OL  | 21655   | Meer afbeeldingen |
| Huis met eenvoudige lijstgevel | Gebouw                                                                        |                                                            |                                                     | Sint Jorisstraat 15                                                              | 51° 41' 10" NB, 5° 18' 5" OL  | 21656   | Meer afbeeldingen |
| Huis met 19e-eeuwse, eenvoudige gewitte gevel, waarachter, blijkens het metselwerk, nog delen van het daar in 1591 gevestigde kartuizerklooster schuilgaan                                                     | Gebouw                                                                        |                                                            |                                                     | Sint Jorisstraat 25                                                              | 51° 41' 10" NB, 5° 18' 6" OL  | 21657   | Huis met 19e-eeuwse, eenvoudige gewitte gevel, waarachter, blijkens het metselwerk, nog delen van het daar in 1591 gevestigde kartuizerklooster schuilgaan |
| Woning in klassicistische stijl behorend bij het huis van bewaring | Gebouw                                                                        |                                                            |                                                     | Sint Jorisstraat 27                                                              | 51° 41' 8" NB, 5° 18' 6" OL   | 21658   | Woning in klassicistische stijl behorend bij het huis van bewaring                                                                                         |
| Huis van bewaring | Gebouw                                                                        |                                                            |                                                     | Sint Jorisstraat 29                                                              | 51° 41' 8" NB, 5° 18' 7" OL   | 21659   | Huis van bewaring |
| St.Leonardusgesticht | Gebouw                                                                        | 16e eeuw (inwendig)                                        |                                                     | Sint Josephstraat 1, 1A                                                          | 51° 41' 22" NB, 5° 18' 29" OL | 21660   | Meer afbeeldingen |
| Herenhuis met gepleisterde gevel | Gebouw                                                                        |                                                            |                                                     | Sint Josephstraat 10                                                             | 51° 41' 21" NB, 5° 18' 28" OL | 21661   | Meer afbeeldingen |
| Pand met drie verdiepingen onder met pannen gedekt zadeldak (dwarskap) tussen puntgevels | Gebouw                                                                        | vermoedelijk 16e of 17e eeuw                               |                                                     | Tweede Korenstraatje 15                                                          | 51° 41' 23" NB, 5° 18' 6" OL  | 21662   | Pand met drie verdiepingen onder met pannen gedekt zadeldak (dwarskap) tussen puntgevels                                                                   |
| Huis van eenvoudige gevel uit 1779 blijkens steen | Gebouw                                                                        |                                                            |                                                     | Karrenstraat 9, 11, 13,15                                                        | 51° 41' 23" NB, 5° 18' 6" OL  | 21663   | Meer afbeeldingen |
| In schoon metselwerk opgetrokken pand met verdieping onder met pannen gedekt zadeldak | Gebouw                                                                        | 18e eeuw (pand) 19e eeuw (pui)                             |                                                     | Karrenstraat 6, 8                                                                | 51° 41' 22" NB, 5° 18' 5" OL  | 21664   | Meer afbeeldingen |
| De Sester | Werk-woonhuis                                                                 |                                                            |                                                     | Karrenstraat 10                                                                  | 51° 41' 23" NB, 5° 18' 5" OL  | 21665   | Meer afbeeldingen |
| Huis met topgevel waarin schuiframen | Gebouw                                                                        |                                                            |                                                     | Karrenstraat 12, 14                                                              | 51° 41' 23" NB, 5° 18' 5" OL  | 21666   | Meer afbeeldingen |
| Huis met gepleisterde lijstgevel met horizontale groeven, segmentvormig overtoogde vensters met kuiven in stuc-cordonlijsten                                                                                   | Werk-woonhuis                                                                 |                                                            |                                                     | Karrenstraat 20                                                                  | 51° 41' 23" NB, 5° 18' 4" OL  | 21667   | Meer afbeeldingen |
| Huis met gepleisterde gevel met segmentvormig overtoogde vensters en schuiframen | Gebouw                                                                        |                                                            |                                                     | Karrenstraat 22                                                                  | 51° 41' 23" NB, 5° 18' 4" OL  | 21668   | Meer afbeeldingen |
| Huis met gepleisterde halsgevel | Gebouw                                                                        |                                                            |                                                     | Karrenstraat 34                                                                  | 51° 41' 24" NB, 5° 18' 3" OL  | 21669   | Meer afbeeldingen |
| De Twee Snoecken | Gebouw                                                                        |                                                            |                                                     | Karrenstraat 38                                                                  | 51° 41' 24" NB, 5° 18' 3" OL  | 21670   | Meer afbeeldingen |
| Voormalig roomsch weeshuis. (Hof van zevenbergen) restauratie 1855 | Gebouw                                                                        |                                                            | J.J.H. Bolsius                                      | Keizerstraat 4 t/m 12                                                            | 51° 41' 10" NB, 5° 18' 9" OL  | 21671   | Meer afbeeldingen |
| Eenvoudig 19e-eeuws pandje met verdieping onder met blauwe hollandse pannen gedekt schilddak en met aan de oostzijde overbouwde poort naar binnenterrein                                                       | Gebouw                                                                        |                                                            |                                                     | Keizerstraat 14                                                                  | 51° 41' 10" NB, 5° 18' 9" OL  | 21672   | Meer afbeeldingen |
| Huis met lijstgevel met gebosseerde witte pleisterlaag | Gebouw                                                                        |                                                            |                                                     | Kerkstraat 27                                                                    | 51° 41' 18" NB, 5° 18' 18" OL | 21673   | Meer afbeeldingen |
| Pand - voorhuis met vast, van een met tongewelf onderkelderde opkamer voorzien achterhuis | Gebouw                                                                        | 17e eeuw                                                   |                                                     | Kerkstraat 47, 49                                                                | 51° 41' 17" NB, 5° 18' 20" OL | 21674   | Pand - voorhuis met vast, van een met tongewelf onderkelderde opkamer voorzien achterhuis                                                                  |
| Huis, bestaande uit twee panden | Gebouw                                                                        |                                                            |                                                     | Kerkstraat 71                                                                    | 51° 41' 16" NB, 5° 18' 24" OL | 21675   | Meer afbeeldingen |
| Pand met twee verdiepingen onder met pannen gedekt schilddak | Werk-woonhuis                                                                 |                                                            |                                                     | Kerkstraat 73, 75                                                                | 51° 41' 16" NB, 5° 18' 25" OL | 21676   | Meer afbeeldingen |
| Pand met twee verdiepingen onder met blauwe hollandse pannen gedekt zadeldak met schild | Gebouw                                                                        |                                                            |                                                     | Kerkstraat 77                                                                    | 51° 41' 16" NB, 5° 18' 25" OL | 21677   | Meer afbeeldingen |
| Huis met neogotische gevel | Gebouw                                                                        | ca. 1850                                                   |                                                     | Kerkstraat 34                                                                    | 51° 41' 17" NB, 5° 18' 22" OL | 21678   | Meer afbeeldingen |
| Huis met gebosseerd gepleisterde gevel met schuiframen en ingangspartij bestaande uit geblokte pilasters met kroonlijst waaronder triglyphen met druppen                                                       | Gebouw                                                                        |                                                            |                                                     | Kerkstraat 56                                                                    | 51° 41' 17" NB, 5° 18' 25" OL | 21679   | Meer afbeeldingen |
| Gedeeltelijk onderkelderd pand met twee verdiepingen onder met pannen gedekt zadeldak | Gebouw                                                                        | vermoedelijk 17e eeuw (oorsprong)                          |                                                     | Kolperstraat 3                                                                   | 51° 41' 18" NB, 5° 18' 15" OL | 21680   | Meer afbeeldingen |
| Hoekpand, gepleisterd met horizontale groeven | Gebouw                                                                        | begin 19e eeuw                                             |                                                     | Kolperstraat 27                                                                  | 51° 41' 17" NB, 5° 18' 16" OL | 21681   | Meer afbeeldingen |
| De Witvoet | Gebouw                                                                        |                                                            |                                                     | Kolperstraat 2A t/m C                                                            | 51° 41' 19" NB, 5° 18' 15" OL | 21682   | Meer afbeeldingen |
| Drie vensterassen breed en vier vensterassen diep pand met verdieping onder met blauwe Hollandse pannen gedekt omlopend schilddak                                                                              | Gebouw                                                                        | tweede helft 18e eeuw                                      |                                                     | Korenbrugstraat 11                                                               | 51° 41' 23" NB, 5° 18' 0" OL  | 21683   | Meer afbeeldingen |
| De Drie Kronen | Gebouw                                                                        |                                                            |                                                     | Korenbrugstraat 16                                                               | 51° 41' 23" NB, 5° 18' 0" OL  | 21684   | Meer afbeeldingen |
| Huis onder zadeldak en met topgevel waarin schuiframen en houten pui met witte roedenverdeling | Gebouw                                                                        | 18e eeuw                                                   |                                                     | Eerste Korenstraatje 5, 7                                                        | 51° 41' 23" NB, 5° 18' 3" OL  | 21685   | Huis onder zadeldak en met topgevel waarin schuiframen en houten pui met witte roedenverdeling                                                             |
| De Put | Gebouw                                                                        | 1670                                                       |                                                     | Tweede Korenstraatje 18                                                          | 51° 41' 22" NB, 5° 18' 6" OL  | 21686   | Meer afbeeldingen |
| Huis met trapgevel uit het begin van de 17e eeuw | Gebouw                                                                        | 17e eeuw                                                   |                                                     | Korte Putstraat 1G t/m 11                                                        | 51° 41' 15" NB, 5° 18' 21" OL | 21687   | Meer afbeeldingen |
| Huis met eenvoudige 18e-eeuwse lijstgevel | Gebouw                                                                        |                                                            |                                                     | Korte Putstraat 13                                                               | 51° 41' 15" NB, 5° 18' 21" OL | 21688   | Meer afbeeldingen |
| Het Azijntonnetje | Gebouw                                                                        | 18e eeuw                                                   |                                                     | Korte Putstraat 21                                                               | 51° 41' 14" NB, 5° 18' 21" OL | 21689   | Meer afbeeldingen |
| De Klosbeugel | Gebouw                                                                        | 1650                                                       |                                                     | Korte Putstraat 27                                                               | 51° 41' 14" NB, 5° 18' 21" OL | 21690   | De Klosbeugel |
| Kosterij der kruiskerk uit 1619 | Gebouw                                                                        | 1619                                                       |                                                     | Kruisbroedershof 2                                                               | 51° 41' 9" NB, 5° 18' 2" OL   | 21691   | Meer afbeeldingen |
| Sint-Catharinakerk | Kerk en kerkonderdeel                                                         | 1917 (oorsprongelijk 1533)                                 | J Stuyt                                             | Kruisbroedershof 4                                                               | 51° 41' 9" NB, 5° 17' 60" OL  | 21692   | Meer afbeeldingen |
| De Blaasbalg | Gebouw                                                                        |                                                            |                                                     | Kruisstraat 1                                                                    | 51° 41' 21" NB, 5° 18' 4" OL  | 21693   | Meer afbeeldingen |
| Huis met eenvoudige geschilderde lijstgevel | Werk-woonhuis                                                                 | ca. 1780                                                   |                                                     | Kruisstraat 19, 21, 21A                                                          | 51° 41' 22" NB, 5° 18' 3" OL  | 21694   | Meer afbeeldingen |
| De Twee Snoecken | Gebouw                                                                        |                                                            |                                                     | Kruisstraat 37                                                                   | 51° 41' 24" NB, 5° 18' 2" OL  | 21695   | Meer afbeeldingen |
| Heeft samen met Kruisstraat 6 het huis 'De nobel' gevormd | Woonhuis                                                                      |                                                            |                                                     | Kruisstraat 2, 4                                                                 | 51° 41' 21" NB, 5° 18' 3" OL  | 21696   | Meer afbeeldingen |
| Smal pand afgescheiden uit huis 'De nobel' | Nijverheid                                                                    |                                                            |                                                     | Kruisstraat 6                                                                    | 51° 41' 21" NB, 5° 18' 3" OL  | 21697   | Meer afbeeldingen |
| Huis onder schilddak en met gepleisterde lijstgevel | Gebouw                                                                        | ca. 1860                                                   |                                                     | Kruisstraat 8                                                                    | 51° 41' 21" NB, 5° 18' 3" OL  | 21698   | Meer afbeeldingen |
| Huis onder schilddak en met empire lijstgevel | Gebouw                                                                        |                                                            |                                                     | Kruisstraat 10                                                                   | 51° 41' 22" NB, 5° 18' 3" OL  | 21699   | Meer afbeeldingen |
| Huis onder schilddak en met empire lijstgevel | Gebouw                                                                        |                                                            |                                                     | Kruisstraat 12, 14A                                                              | 51° 41' 22" NB, 5° 18' 2" OL  | 21700   | Meer afbeeldingen |
| Huis met lijstgevel met oorspronkelijk doorgaande jonische pilasters | Gebouw                                                                        |                                                            |                                                     | Kruisstraat 34, 36                                                               | 51° 41' 24" NB, 5° 18' 1" OL  | 21701   | Meer afbeeldingen |
| Huis met lijstgevel | Gebouw                                                                        |                                                            |                                                     | Lange Putstraat 2, 2A                                                            | 51° 41' 13" NB, 5° 18' 19" OL | 21702   | Meer afbeeldingen |
| Pand met verdieping onder met rode Hollandse pannen gedekt schilddak | Gebouw                                                                        | ca. 1850                                                   |                                                     | Lange Putstraat 14                                                               | 51° 41' 14" NB, 5° 18' 20" OL | 21703   | Meer afbeeldingen |
| De Klosbeugel | Gebouw                                                                        |                                                            |                                                     | Lange Putstraat 16                                                               | 51° 41' 14" NB, 5° 18' 21" OL | 21704   | Meer afbeeldingen |
| Huis met eenvoudige 18e-eeuwse gevel met cordonlijst, schuiframen en schilddak | Gebouw                                                                        |                                                            |                                                     | Lange Putstraat 18                                                               | 51° 41' 14" NB, 5° 18' 21" OL | 21705   | Meer afbeeldingen |
| Huis met eenvoudige 18e-eeuwse gevel met schuiframen en schilddak | Gebouw                                                                        |                                                            |                                                     | Lange Putstraat 20                                                               | 51° 41' 14" NB, 5° 18' 22" OL | 21706   | Meer afbeeldingen |
| Het Keershuis | Gebouw                                                                        |                                                            |                                                     | Lepelstraat 45                                                                   | 51° 41' 23" NB, 5° 17' 59" OL | 21708   | Meer afbeeldingen |
| Hoekgebouwtjes behorende tot de voormalige gebouwde visbank | Gebouw                                                                        | ca. 1870                                                   |                                                     | Visstraat 52                                                                     | 51° 41' 25" NB, 5° 17' 60" OL | 21709   | Meer afbeeldingen |
| Laat middeleeuws pand - voorhuis met vast achterhuis | Gebouw                                                                        |                                                            |                                                     | Louwschepoort 2-4                                                                | 51° 41' 20" NB, 5° 18' 36" OL | 21710   | Laat middeleeuws pand - voorhuis met vast achterhuis |
| 19e-eeuws arbeiderswoninkje zonder verdieping onder met blauwe Hollandse pannen gedekt zadeldak dat doorloopt over het noordelijk gelegen pandje                                                               | Gebouw                                                                        |                                                            |                                                     | Louwschepoort 18                                                                 | 51° 41' 22" NB, 5° 18' 36" OL | 21711   | Meer afbeeldingen |
| 19e-eeuws arbeiderswoninkje zonder verdieping onder met blauwe Hollandse pannen gedekt zadeldak, dat doorloopt over de buurpanden                                                                              | Gebouw                                                                        |                                                            |                                                     | Louwschepoort 20                                                                 | 51° 41' 22" NB, 5° 18' 36" OL | 21712   | 19e-eeuws arbeiderswoninkje zonder verdieping onder met blauwe Hollandse pannen gedekt zadeldak, dat doorloopt over de buurpanden                          |
| 19e-eeuws arbeiderswoninkje zonder verdieping onder met blauwe Hollandse pannen gedekt zadeldak, dat doorloopt over de buurpanden                                                                              | Gebouw                                                                        |                                                            |                                                     | Louwschepoort 32                                                                 | 51° 41' 22" NB, 5° 18' 36" OL | 21713   | 19e-eeuws arbeiderswoninkje zonder verdieping onder met blauwe Hollandse pannen gedekt zadeldak, dat doorloopt over de buurpanden                          |
| 19e-eeuws arbeiderswoninkje zonder verdieping onder met blauwe Hollandse pannen gedekt zadeldak, dat doorloopt over de buurpanden                                                                              | Gebouw                                                                        |                                                            |                                                     | Louwschepoort 34                                                                 | 51° 41' 22" NB, 5° 18' 36" OL | 21714   | 19e-eeuws arbeiderswoninkje zonder verdieping onder met blauwe Hollandse pannen gedekt zadeldak, dat doorloopt over de buurpanden                          |
| 19e-eeuws arbeiderswoninkje zonder verdieping onder met blauwe Hollandse pannen gedekt zadeldak, dat doorloopt over de buurpanden                                                                              | Gebouw                                                                        |                                                            |                                                     | Louwschepoort 36                                                                 | 51° 41' 22" NB, 5° 18' 36" OL | 21715   | 19e-eeuws arbeiderswoninkje zonder verdieping onder met blauwe Hollandse pannen gedekt zadeldak, dat doorloopt over de buurpanden                          |
| 19e-eeuws arbeiderswoninkje zonder verdieping onder met blauwe Hollandse pannen gedekt zadeldak, dat doorloopt over het zuidelijke buurpand                                                                    | Gebouw                                                                        |                                                            |                                                     | Louwschepoort 28                                                                 | 51° 41' 22" NB, 5° 18' 36" OL | 21716   | Upload foto |
| Arbeiderswoninkje zonder verdieping onder met pannen gedekt zadeldak met schild | Gebouw                                                                        |                                                            |                                                     | Louwschepoort 38                                                                 | 51° 41' 22" NB, 5° 18' 36" OL | 21717   | Arbeiderswoninkje zonder verdieping onder met pannen gedekt zadeldak met schild                                                                            |
| "Het pand"; in oorsprong vermoedelijk 15e-eeuws restant van het klooster van de Zusters van Orthen | Gebouw                                                                        |                                                            |                                                     | Louwschepoort 47                                                                 | 51° 41' 22" NB, 5° 18' 36" OL | 21718   | Meer afbeeldingen |
| Raadhuis | Gebouw                                                                        | 1670                                                       |                                                     | Markt 1                                                                          | 51° 41' 18" NB, 5° 18' 11" OL | 21719   | Meer afbeeldingen |
| Het Vosken | Gebouw                                                                        | 17e eeuw                                                   |                                                     | Markt 5                                                                          | 51° 41' 19" NB, 5° 18' 12" OL | 21720   | Meer afbeeldingen |
| Vier vensterassen breed pand met verdieping onder met blauwe Hollandse pannen gedekt schilddak | Gebouw                                                                        | 1861                                                       | P. Peeters                                          | Markt 11                                                                         | 51° 41' 19" NB, 5° 18' 14" OL | 21721   | Meer afbeeldingen |
| De Vijf Vocalen | Gebouw                                                                        |                                                            |                                                     | Markt 13                                                                         | 51° 41' 19" NB, 5° 18' 14" OL | 21722   | Meer afbeeldingen |
| Amicitia | Gebouw                                                                        |                                                            |                                                     | Markt 15                                                                         | 51° 41' 19" NB, 5° 18' 15" OL | 21723   | Meer afbeeldingen |
| Ontstaan uit samenvoeging van twee 17e-eeuwse huizen | Gebouw                                                                        |                                                            |                                                     | Markt 17                                                                         | 51° 41' 19" NB, 5° 18' 15" OL | 21724   | Meer afbeeldingen |
| De Witte Helm | Gebouw                                                                        | 1648                                                       |                                                     | Markt 27                                                                         | 51° 41' 20" NB, 5° 18' 16" OL | 21725   | Meer afbeeldingen |
| Huis met lijstgevel uit het begin der 19e eeuw | Gebouw                                                                        |                                                            |                                                     | Markt 35                                                                         | 51° 41' 21" NB, 5° 18' 17" OL | 21726   | Meer afbeeldingen |
| Huis met lijstgevel met dakkapel en kroonlijst op klossen | Gebouw                                                                        |                                                            |                                                     | Markt 37                                                                         | 51° 41' 21" NB, 5° 18' 17" OL | 21727   | Meer afbeeldingen |
| Huis met rijke neogotische gevel uit plm. 1845, spitsboogvensters met gietijzeren traceringen | Gebouw                                                                        |                                                            |                                                     | Markt 39, 41                                                                     | 51° 41' 21" NB, 5° 18' 16" OL | 21728   | Meer afbeeldingen |
| Leeuwenburg | Gebouw                                                                        |                                                            |                                                     | Markt 51 t/m 57                                                                  | 51° 41' 22" NB, 5° 18' 15" OL | 21729   | Meer afbeeldingen |
| 't Root Cruys | Gebouw                                                                        |                                                            |                                                     | Markt 61                                                                         | 51° 41' 22" NB, 5° 18' 14" OL | 21730   | Meer afbeeldingen |
| De Moriaan | Gebouw                                                                        | 14e eeuw (oorsprongelijk 13e eeuw)                         |                                                     | Markt 79 t/m 85 (oneven)                                                         | 51° 41' 22" NB, 5° 18' 11" OL | 21731   | Meer afbeeldingen |
| Huis onder schilddak en met eenvoudige lijstgevels | Gebouw                                                                        |                                                            |                                                     | Markt 18                                                                         | 51° 41' 21" NB, 5° 18' 12" OL | 21732   | Meer afbeeldingen |
| Huis onder schilddak en met pilastergevel | Gebouw                                                                        |                                                            |                                                     | Markt 26                                                                         | 51° 41' 21" NB, 5° 18' 11" OL | 21733   | Meer afbeeldingen |
| Huis onder schilddak en met gepleisterde lijstgevel waarin vensters met afgeronde bovenhoeken | Gebouw                                                                        | ca. 1860                                                   |                                                     | Markt 30, 32                                                                     | 51° 41' 21" NB, 5° 18' 11" OL | 21734   | Meer afbeeldingen |
| Huis met schilddak en gepleisterde lijstgevels | Woonhuis                                                                      |                                                            |                                                     | Markt 40, 42                                                                     | 51° 41' 22" NB, 5° 18' 11" OL | 21735   | Meer afbeeldingen |
| Pand met twee verdiepingen onder met pannen gedekt zadeldak met schild en tegen trapgevel | Gebouw                                                                        |                                                            |                                                     | Sint Jansstraat 2                                                                | 51° 41' 23" NB, 5° 17' 59" OL | 21736   | Meer afbeeldingen |
| Pand met verdieping onder met Hollandse pannen gedekt zadeldak | Gebouw                                                                        | laat 17e eeuw                                              |                                                     | Walpoort 1, 1A                                                                   | 51° 41' 20" NB, 5° 17' 59" OL | 21737   | Meer afbeeldingen |
| Gedeeltelijk over de Dieze gebouwd pand zonder verdieping | Gebouw                                                                        | 16e eeuw (oorsprong)                                       |                                                     | Molenstraat 2, 4                                                                 | 51° 41' 22" NB, 5° 17' 60" OL | 21738   | Meer afbeeldingen |
| Gedeeltelijk over de Dieze gebouwd pand zonder verdieping onder twee met blauwe Hollandse pannen gedekte zadeldaken                                                                                            | Gebouw                                                                        | waarschijnlijk 17e eeuw                                    |                                                     | Molenstraat 16, 18                                                               | 51° 41' 20" NB, 5° 17' 60" OL | 21739   | Meer afbeeldingen |
| Voormalige Mortelkazerne | Militair verblijfsgebouw                                                      | 1744                                                       |                                                     | Weversplaats 21 t/m 83                                                           | 51° 41' 7" NB, 5° 18' 16" OL  | 21740   | Meer afbeeldingen |
| Stedelijk Gymnasium | Gebouw                                                                        | 1865                                                       |                                                     | Nachtegaalslaantje 1, 2                                                          | 51° 41' 10" NB, 5° 18' 38" OL | 21741   | Meer afbeeldingen |
| Geheel met Hinthamerstraat 40 | Gebouw                                                                        |                                                            |                                                     | Nieuwstraat 2                                                                    | 51° 41' 21" NB, 5° 18' 23" OL | 21744   | Geheel met Hinthamerstraat 40 |
| Huis uit eind 16e of begin 17e eeuw met linker zijtrapgevel waarin vensters in korfboognissen, de meeste dichtgezet                                                                                            | Gebouw                                                                        | 17e eeuw                                                   |                                                     | Nieuwstraat 13, 15, 17                                                           | 51° 41' 22" NB, 5° 18' 24" OL | 21742   | Meer afbeeldingen |
| Voormalig koetshuis | Gebouw                                                                        |                                                            |                                                     | Nieuwstraat 19                                                                   | 51° 41' 22" NB, 5° 18' 25" OL | 21743   | Meer afbeeldingen |
| Woonhuis | Gebouw                                                                        |                                                            |                                                     | Nieuwstraat 24                                                                   | 51° 41' 23" NB, 5° 18' 24" OL | 21745   | Meer afbeeldingen |
| Woonhuis | Gebouw                                                                        |                                                            |                                                     | Nieuwstraat 26                                                                   | 51° 41' 24" NB, 5° 18' 24" OL | 21746   | Meer afbeeldingen |
| Complex GZG; Ziekenhuis | Gezondheidszorg                                                               | 1915                                                       | J. Dillen                                           | Nieuwstraat 34                                                                   | 51° 41' 26" NB, 5° 18' 25" OL | 524986  | Meer afbeeldingen |
| Woonhuis | Gebouw                                                                        | 1898                                                       |                                                     | Oliemolensingel 1, 3                                                             | 51° 41' 39" NB, 5° 18' 3" OL  | 21747   | Meer afbeeldingen |
| De Gulden Hopsack | Gebouw                                                                        | ca. 1620                                                   |                                                     | Orthenstraat 5                                                                   | 51° 41' 27" NB, 5° 18' 6" OL  | 21748   | Meer afbeeldingen |
| In de witte Pluym | Gebouw                                                                        | 18e eeuw                                                   |                                                     | Orthenstraat 59 t/m 59 C                                                         | 51° 41' 32" NB, 5° 18' 4" OL  | 21749   | Meer afbeeldingen |
| In schoon metselwerk opgetrokken pand onder met blauwe Hollandse pannen gedekt schilddak | Gebouw                                                                        |                                                            |                                                     | Orthenstraat 65                                                                  | 51° 41' 32" NB, 5° 18' 4" OL  | 21750   | Meer afbeeldingen |
| Vroeg-19e-eeuws pand met twee verdiepingen | Gebouw                                                                        | 19e eeuw                                                   |                                                     | Orthenstraat 71, 71A, 71B                                                        | 51° 41' 33" NB, 5° 18' 4" OL  | 21751   | Meer afbeeldingen |
| Gaaf, eclectisch | Gebouw                                                                        |                                                            |                                                     | Oude Dieze 5                                                                     | 51° 41' 8" NB, 5° 18' 25" OL  | 21752   | Meer afbeeldingen |
| Huis met gepleisterde lijstgevel met dakkapel, schuiframen bovenlicht met elkaar kruisende segmenten | Gebouw                                                                        |                                                            |                                                     | Oude Dieze 7                                                                     | 51° 41' 8" NB, 5° 18' 26" OL  | 21753   | Meer afbeeldingen |
| Groot woonhuis | Woonhuis                                                                      | 1888                                                       |                                                     | Oude Dieze 12 t/m 16                                                             | 51° 41' 9" NB, 5° 18' 30" OL  | 522533  | Meer afbeeldingen |
| Huis met gevel met hoekuitmetselingen en middenrisaliet, omgekorniste kroonlijst met triglyphen | Gebouw                                                                        |                                                            |                                                     | Oude Dieze 13                                                                    | 51° 41' 8" NB, 5° 18' 27" OL  | 21754   | Meer afbeeldingen |
| Pand met verdieping onder met hollandse pannen gedekt schilddak | Gebouw                                                                        |                                                            |                                                     | Oude Dieze 15                                                                    | 51° 41' 8" NB, 5° 18' 28" OL  | 21755   | Meer afbeeldingen |
| Huis met eenvoudige gevel | Gebouw                                                                        |                                                            |                                                     | Oude Dieze 17                                                                    | 51° 41' 8" NB, 5° 18' 28" OL  | 21756   | Meer afbeeldingen |
| Woonhuis | Gebouw                                                                        |                                                            |                                                     | Oude Dieze 19                                                                    | 51° 41' 8" NB, 5° 18' 29" OL  | 21757   | Meer afbeeldingen |
| Pand met verdieping onder met blauwe hollandse pannen gedekt zadeldak met schild en tegen gepleisterde tuitgevel                                                                                               | Gebouw                                                                        |                                                            |                                                     | Oude Dieze 21                                                                    | 51° 41' 8" NB, 5° 18' 30" OL  | 21758   | Meer afbeeldingen |
| Woonhuis | Gebouw                                                                        |                                                            |                                                     | Oude Dieze 23, 25                                                                | 51° 41' 8" NB, 5° 18' 30" OL  | 21759   | Meer afbeeldingen |
| Woonhuis | Gebouw                                                                        |                                                            |                                                     | Oude Dieze 4                                                                     | 51° 41' 9" NB, 5° 18' 27" OL  | 21760   | Meer afbeeldingen |
| Woonhuis | Gebouw                                                                        | 1888                                                       |                                                     | Oude Dieze 6                                                                     | 51° 41' 9" NB, 5° 18' 28" OL  | 21761   | Meer afbeeldingen |
| Woonhuis | Gebouw                                                                        |                                                            |                                                     | Oude Dieze 8                                                                     | 51° 41' 8" NB, 5° 18' 28" OL  | 21762   | Meer afbeeldingen |
| Secretariaat van het bisdom | Gebouw                                                                        |                                                            |                                                     | Parade 11                                                                        | 51° 41' 13" NB, 5° 18' 26" OL | 21763   | Meer afbeeldingen |
| Huis met gepleisterde gevel | Gebouw                                                                        |                                                            |                                                     | Parade 15                                                                        | 51° 41' 12" NB, 5° 18' 27" OL | 21764   | Meer afbeeldingen |
| Voormalig gereformeerd burger weeshuis | Gebouw                                                                        |                                                            |                                                     | Parade 17, 18                                                                    | 51° 41' 12" NB, 5° 18' 29" OL | 21765   | Meer afbeeldingen |
| Sober huis | Gebouw                                                                        |                                                            |                                                     | Parade 19, 20                                                                    | 51° 41' 11" NB, 5° 18' 30" OL | 21766   | Meer afbeeldingen |
| Groot woonhuis | Gebouw                                                                        |                                                            |                                                     | Parade 29                                                                        | 51° 41' 15" NB, 5° 18' 31" OL | 21767   | Meer afbeeldingen |
| Huis met lijstgevel met gebosseerde pleisterlaag | Gebouw                                                                        |                                                            |                                                     | Parade 8                                                                         | 51° 41' 15" NB, 5° 18' 26" OL | 21768   | Meer afbeeldingen |
| Bisschoppelijk paleis, als particulier woonhuis gebouwd | Gebouw                                                                        |                                                            |                                                     | Parade 9, 10                                                                     | 51° 41' 14" NB, 5° 18' 26" OL | 21769   | Meer afbeeldingen |
| Vijf vensterassen breed en diep pand met verdieping onder met blauwe Hollandse pannen gedekt omlopend schilddak                                                                                                | Gebouw                                                                        | 1858                                                       |                                                     | Parade 12                                                                        | 51° 41' 13" NB, 5° 18' 26" OL | 21770   | Meer afbeeldingen |
| Huis een geheel vormend met peperstraat 2, begin 19e eeuw, fraaie deur | Gebouw                                                                        |                                                            |                                                     | Parade 14                                                                        | 51° 41' 12" NB, 5° 18' 27" OL | 21771   | Meer afbeeldingen |
| Sober herenhuis | Gebouw                                                                        |                                                            |                                                     | Parade 16                                                                        | 51° 41' 12" NB, 5° 18' 28" OL | 21772   | Meer afbeeldingen |
| Deftig woonhuis | Gebouw                                                                        |                                                            |                                                     | Parade 27, 28                                                                    | 51° 41' 14" NB, 5° 18' 31" OL | 21773   | Meer afbeeldingen |
| Woonhuis | Gebouw                                                                        |                                                            |                                                     | Parklaan 14A                                                                     | 51° 41' 6" NB, 5° 17' 54" OL  | 21774   | Woonhuis |
| Woonhuis | Gebouw                                                                        |                                                            |                                                     | Parklaan 15                                                                      | 51° 41' 7" NB, 5° 17' 53" OL  | 21775   | Woonhuis |
| Woonhuis | Gebouw                                                                        |                                                            |                                                     | Parklaan 16, 17, 17A, 18, 18A, 19                                                | 51° 41' 7" NB, 5° 17' 53" OL  | 21776   | Woonhuis |
| Woonhuis | Gebouw                                                                        |                                                            |                                                     | Parklaan 20                                                                      | 51° 41' 6" NB, 5° 17' 53" OL  | 21777   | Woonhuis |
| Woonhuis | Gebouw                                                                        |                                                            |                                                     | Parklaan 21                                                                      | 51° 41' 6" NB, 5° 17' 53" OL  | 21778   | Meer afbeeldingen |
| Huis met gepleisterde halsgevel | Gebouw                                                                        |                                                            |                                                     | Pensmarkt 5                                                                      | 51° 41' 21" NB, 5° 18' 11" OL | 21779   | Meer afbeeldingen |
| Huis onder schilddak en met gepleisterde lijstgevel waarop kroonlijst met tandlijst | Werk-woonhuis                                                                 |                                                            |                                                     | Pensmarkt 11                                                                     | 51° 41' 21" NB, 5° 18' 11" OL | 21780   | Meer afbeeldingen |
| Pand met 2 verdiepingen onder met hollandse pannen gedekt schilddak | Gebouw                                                                        |                                                            |                                                     | Pensmarkt 16, 18                                                                 | 51° 41' 21" NB, 5° 18' 9" OL  | 21781   | Meer afbeeldingen |
| Woonhuis | Gebouw                                                                        |                                                            |                                                     | Pensmarkt 36, 38, 40                                                             | 51° 41' 22" NB, 5° 18' 9" OL  | 21782   | Meer afbeeldingen |
| Huis met eenvoudige lijstgevel | Gebouw                                                                        |                                                            |                                                     | Peperstraat 1                                                                    | 51° 41' 12" NB, 5° 18' 25" OL | 21783   | Meer afbeeldingen |
| Huis met eenvoudige lijstgevel met kroonlijst op klossen, die overgaan in triglyphen met druppen | Gebouw                                                                        |                                                            |                                                     | Peperstraat 3                                                                    | 51° 41' 12" NB, 5° 18' 25" OL | 21784   | Meer afbeeldingen |
| Huis met gepleisterde lijstgevel uit plm. 1860 met geprofileerde, aan de bovenhoeken afgeronde vensteromlijstingen en met cordonlijst                                                                          | Gebouw                                                                        |                                                            |                                                     | Peperstraat 5                                                                    | 51° 41' 11" NB, 5° 18' 25" OL | 21785   | Meer afbeeldingen |
| Huis met statige gevel, gepleisterd, beganegronds gebosseerd | Gebouw                                                                        |                                                            |                                                     | Peperstraat 7                                                                    | 51° 41' 11" NB, 5° 18' 25" OL | 21786   | Meer afbeeldingen |
| Huis met gebosseerd gepleisterde lijstgevel uit plm. 1870 vensters met kuiven in stuc en afgeronde bovenhoeken                                                                                                 | Gebouw                                                                        |                                                            |                                                     | Peperstraat 9                                                                    | 51° 41' 11" NB, 5° 18' 25" OL | 21787   | Meer afbeeldingen |
| Huis met doristische gevel met cordonlijsten | Gebouw                                                                        |                                                            |                                                     | Peperstraat 11, 13                                                               | 51° 41' 10" NB, 5° 18' 25" OL | 21788   | Meer afbeeldingen |
| De Wereld | Gebouw                                                                        |                                                            |                                                     | Peperstraat 15                                                                   | 51° 41' 10" NB, 5° 18' 25" OL | 21789   | Meer afbeeldingen |
| Huis met gebosseerd gepleisterde gevel | Gebouw                                                                        |                                                            |                                                     | Peperstraat 17                                                                   | 51° 41' 9" NB, 5° 18' 25" OL  | 21790   | Meer afbeeldingen |
| Groot pand met strenge gepleisterde gevel | Gebouw                                                                        |                                                            |                                                     | Peperstraat 2                                                                    | 51° 41' 12" NB, 5° 18' 26" OL | 21791   | Meer afbeeldingen |
| Monumentaal empire pand | Gebouw                                                                        |                                                            |                                                     | Peperstraat 4                                                                    | 51° 41' 11" NB, 5° 18' 26" OL | 21792   | Meer afbeeldingen |
| Monumentaal pand in doristische stijl | Gebouw                                                                        |                                                            |                                                     | Peperstraat 6                                                                    | 51° 41' 11" NB, 5° 18' 26" OL | 21793   | Meer afbeeldingen |
| Huis met lijstgevel geheel uit hardsteen | Gebouw                                                                        |                                                            |                                                     | Peperstraat 8                                                                    | 51° 41' 11" NB, 5° 18' 26" OL | 21794   | Meer afbeeldingen |
| Huis met eenvoudige witgeschilderde lijstgevel met schuiframen | Gebouw                                                                        |                                                            |                                                     | Peperstraat 12                                                                   | 51° 41' 10" NB, 5° 18' 26" OL | 21795   | Meer afbeeldingen |
| Huis met monumentale gepleisterde doristische gevel uit 1846 door de brusselse architect Henri Partoes | Gebouw                                                                        |                                                            |                                                     | Peperstraat 14, 16                                                               | 51° 41' 10" NB, 5° 18' 26" OL | 21796   | Meer afbeeldingen |
| Huis met eenvoudige lijstgevel met schuiframen | Gebouw                                                                        |                                                            |                                                     | Peperstraat 18                                                                   | 51° 41' 9" NB, 5° 18' 26" OL  | 21797   | Huis met eenvoudige lijstgevel met schuiframen |
| Huis met eenvoudige lijstgevel | Gebouw                                                                        |                                                            |                                                     | Peperstraat 20                                                                   | 51° 41' 9" NB, 5° 18' 26" OL  | 21798   | Huis met eenvoudige lijstgevel |
| De Berenbijt | Gebouw                                                                        |                                                            |                                                     | Peperstraat 22                                                                   | 51° 41' 9" NB, 5° 18' 26" OL  | 21799   | Meer afbeeldingen |
| Aan de zuidzijde langs de Binnen Dieze gelegen, in gele baksteen opgetrokken pand met verdieping onder met pannen gedekt zadeldak                                                                              | Gebouw                                                                        |                                                            |                                                     | Poort van Diepen 1                                                               | 51° 41' 21" NB, 5° 18' 2" OL  | 21800   | Aan de zuidzijde langs de Binnen Dieze gelegen, in gele baksteen opgetrokken pand met verdieping onder met pannen gedekt zadeldak                          |
| Woonhuis | Gebouw                                                                        |                                                            |                                                     | Poort van Diepen 2                                                               | 51° 41' 21" NB, 5° 18' 1" OL  | 21801   | Upload foto |
| Huis met in de topgevel korfbogige ontlastingsbogen, waterlijsten en ankers | Gebouw                                                                        |                                                            |                                                     | Postelstraat 3, 3A                                                               | 51° 41' 14" NB, 5° 18' 2" OL  | 21802   | Meer afbeeldingen |
| De Drie Slootels | Gebouw                                                                        |                                                            |                                                     | Postelstraat 29, 31                                                              | 51° 41' 16" NB, 5° 18' 3" OL  | 21803   | Meer afbeeldingen |
| Breed herenhuis met lijstgevels waarin empire schuiframen | Gebouw                                                                        |                                                            |                                                     | Postelstraat 45                                                                  | 51° 41' 17" NB, 5° 18' 3" OL  | 21804   | Meer afbeeldingen |
| Huis met zeer eenvoudige empire gevel van rond 1800 | Gebouw                                                                        |                                                            |                                                     | Postelstraat 47                                                                  | 51° 41' 17" NB, 5° 18' 3" OL  | 21805   | Meer afbeeldingen |
| Het Wapen van Emden | Gebouw                                                                        |                                                            |                                                     | Postelstraat 49                                                                  | 51° 41' 18" NB, 5° 18' 3" OL  | 21806   | Meer afbeeldingen |
| De Drie Morianen | Gebouw                                                                        |                                                            |                                                     | Postelstraat 59                                                                  | 51° 41' 19" NB, 5° 18' 3" OL  | 21807   | Meer afbeeldingen |
| Huis met gebosseerd gepleisterde trapgevel uit plm. 1650 met festoen in top, natuurstenen voluten op de trappen                                                                                                | Gebouw                                                                        |                                                            |                                                     | Postelstraat 38, 40                                                              | 51° 41' 17" NB, 5° 18' 2" OL  | 21808   | Meer afbeeldingen |
| De Munt | Woonhuis                                                                      |                                                            |                                                     | Postelstraat 42                                                                  | 51° 41' 17" NB, 5° 18' 2" OL  | 21809   | Meer afbeeldingen |
| Huis met pompeuze gevel met weelderige versieringen in hardsteen in de trant van de antwerpse neobarok | Woonhuis                                                                      |                                                            |                                                     | Postelstraat 44                                                                  | 51° 41' 18" NB, 5° 18' 2" OL  | 21810   | Meer afbeeldingen |
| Het Huys van Boxtel | Gebouw                                                                        |                                                            |                                                     | Postelstraat 46, 48                                                              | 51° 41' 18" NB, 5° 18' 2" OL  | 21811   | Meer afbeeldingen |
| Huis met hoog zadeldak en gepleisterde lijstgevel | Gebouw                                                                        |                                                            |                                                     | Postelstraat 50                                                                  | 51° 41' 19" NB, 5° 18' 2" OL  | 21812   | Meer afbeeldingen |
| Huis met eenvoudige gevel uit begin 19e eeuw, waarachter een ouder zeer diep pand, reikend tot aan de dieze waar twee topgevels                                                                                | Gebouw                                                                        |                                                            |                                                     | Postelstraat 52, 52A, 52B                                                        | 51° 41' 19" NB, 5° 18' 3" OL  | 21813   | Meer afbeeldingen |
| Woonhuis | Gebouw                                                                        |                                                            |                                                     | Postelstraat 60, 62A                                                             | 51° 41' 20" NB, 5° 18' 3" OL  | 21814   | Meer afbeeldingen |
| Huis met gebosseerd gepleisterde gevel met kroonlijst op consoles, schuiframen en omlijste ingangspartij | Gebouw                                                                        |                                                            |                                                     | Postelstraat 64                                                                  | 51° 41' 20" NB, 5° 18' 3" OL  | 21815   | Meer afbeeldingen |
| Huis met gebosseerd gepleisterde gevel met kroonlijst op consoles die voortzetting is van die van nr 64 | Gebouw                                                                        |                                                            |                                                     | Postelstraat 66                                                                  | 51° 41' 21" NB, 5° 18' 3" OL  | 21816   | Meer afbeeldingen |
| Huis met gebosseerd gepleisterde gevel met kroonlijst op consoles die voortzetting is van die van nr 66 | Gebouw                                                                        |                                                            |                                                     | Postelstraat 68                                                                  | 51° 41' 21" NB, 5° 18' 3" OL  | 21817   | Huis met gebosseerd gepleisterde gevel met kroonlijst op consoles die voortzetting is van die van nr 66                                                    |
| Huis met gebosseerd gepleisterde gevel met kroonlijst op consoles | Gebouw                                                                        |                                                            |                                                     | Postelstraat 68                                                                  | 51° 41' 21" NB, 5° 18' 3" OL  | 21818   | Huis met gebosseerd gepleisterde gevel met kroonlijst op consoles                                                                                          |
| Huis met lijstgevel met schuiframen | Gebouw                                                                        |                                                            |                                                     | Ridderstraat 7                                                                   | 51° 41' 18" NB, 5° 18' 13" OL | 21819   | Meer afbeeldingen |
| Huis met gepleisterde lijstgevel | Gebouw                                                                        |                                                            |                                                     | Ridderstraat 9                                                                   | 51° 41' 17" NB, 5° 18' 13" OL | 21820   | Meer afbeeldingen |
| Huis met gebosseerd gepleisterde lijstgevel | Gebouw                                                                        |                                                            |                                                     | Ridderstraat 11                                                                  | 51° 41' 17" NB, 5° 18' 13" OL | 21821   | Meer afbeeldingen |
| Huis met gepleisterde lijstgevel uit plm. 1870 met kroonlijst op klossen en met tandlijst | Gebouw                                                                        |                                                            |                                                     | Ridderstraat 13, 15                                                              | 51° 41' 17" NB, 5° 18' 13" OL | 21822   | Meer afbeeldingen |
| Huis met lijstgevel met versierde ingangspartij met gesneden bovenlicht en deur | Gebouw                                                                        |                                                            |                                                     | Ridderstraat 12                                                                  | 51° 41' 18" NB, 5° 18' 13" OL | 21823   | Huis met lijstgevel met versierde ingangspartij met gesneden bovenlicht en deur                                                                            |
| Huis met gepleisterde lijstgevel uit plm. 1870 met kroonlijst op klossen en met tandlijst, segmentvormig overtoogde vensters met kuiven in stuc                                                                | Gebouw                                                                        |                                                            |                                                     | Ridderstraat 17                                                                  | 51° 41' 17" NB, 5° 18' 13" OL | 21824   | Meer afbeeldingen |
| Huis met gepleisterde lijstgevel uit plm. 1870 met kroonlijst op klossen en met tandlijst | Gebouw                                                                        |                                                            |                                                     | Ridderstraat 19                                                                  | 51° 41' 17" NB, 5° 18' 13" OL | 21825   | Meer afbeeldingen |
| Moysus Boschhuis | Gebouw                                                                        |                                                            |                                                     | Burgemeester Loeffplein 75                                                       | 51° 41' 23" NB, 5° 18' 19" OL | 21826   | Meer afbeeldingen |
| Huis met geveltje van een travee met doorgaande pilasters, hersteld 1930 | Gebouw                                                                        |                                                            |                                                     | Schapenmarkt 2                                                                   | 51° 41' 18" NB, 5° 18' 11" OL | 21827   | Meer afbeeldingen |
| 'Bank van lening' | Handel en kantoor                                                             |                                                            |                                                     | Schilderstraat 33                                                                | 51° 41' 22" NB, 5° 18' 42" OL | 21828   | Meer afbeeldingen |
| Eenvoudig pand met twee verdiepingen onder met rode pannen gedekt schilddak | Gebouw                                                                        |                                                            |                                                     | Sint Geertruikerkhof 2                                                           | 51° 41' 31" NB, 5° 18' 5" OL  | 21829   | Meer afbeeldingen |
| Brandspuithuisje | Gebouw                                                                        |                                                            |                                                     | Sint Geertruikerkhof 4                                                           | 51° 41' 31" NB, 5° 18' 5" OL  | 21830   | Meer afbeeldingen |
| In schoon metselwerk opgetrokken pand met verdieping onder met blauwe Hollandse pannen gedekt zadeldak | Gebouw                                                                        |                                                            |                                                     | Sint Geertruikerkhof 6                                                           | 51° 41' 31" NB, 5° 18' 6" OL  | 21831   | Meer afbeeldingen |
| Eenvoudig, blokvormig 18e-eeuws pandje met verdieping onder met rode hollandse pannen gedekt schilddak | Gebouw                                                                        |                                                            |                                                     | Sint Janskerkhof 15, 16                                                          | 51° 41' 17" NB, 5° 18' 35" OL | 21832   | Meer afbeeldingen |
| Woonhuis | Gebouw                                                                        |                                                            |                                                     | Sint Janskerkhof 8, 8A                                                           | 51° 41' 17" NB, 5° 18' 35" OL | 21833   | Meer afbeeldingen |
| Vlakgedekt brandspuithuisje | Gebouw                                                                        | eerste helft 19e eeuw                                      |                                                     | Sint Jorisstraat 5                                                               | 51° 41' 12" NB, 5° 18' 4" OL  | 21834   | Meer afbeeldingen |
| Pand met verdieping onder met rode hollandse pannen gedekt zadeldak met schild en tegen topgevel | Gebouw                                                                        |                                                            |                                                     | Sint Jorisstraat 17                                                              | 51° 41' 10" NB, 5° 18' 6" OL  | 21835   | Pand met verdieping onder met rode hollandse pannen gedekt zadeldak met schild en tegen topgevel                                                           |
| Woonhuis | Gebouw                                                                        |                                                            |                                                     | Vughterstraat 66 / St.Jorisstraat 2                                              | 51° 41' 13" NB, 5° 18' 3" OL  | 21836   | Meer afbeeldingen |
| Pand met verdieping onder met rode hollandse pannen gedekt zadeldak tegen topgevel en met schild | Gebouw                                                                        |                                                            |                                                     | Sint Jorisstraat 14, 16                                                          | 51° 41' 12" NB, 5° 18' 5" OL  | 21837   | Meer afbeeldingen |
| Pand met verdieping onder met rode hollandse pannen gedekt schilddak | Gebouw                                                                        |                                                            |                                                     | Sint Jorisstraat 18                                                              | 51° 41' 11" NB, 5° 18' 5" OL  | 21838   | Meer afbeeldingen |
| pand - voorhuis met vast achterhuis - met verdieping onder met rode Hollandse pannen | Gebouw                                                                        | 18e eeuw                                                   |                                                     | Sint Jorisstraat 20                                                              | 51° 41' 11" NB, 5° 18' 5" OL  | 21839   | Meer afbeeldingen |
| Pand - voorhuis met vast achterhuis - met twee verdiepingen onder met blauwe Hollandse pannen gedekt wolfdak                                                                                                   | Gebouw                                                                        | vermoedelijk 17e eeuw (oorsprong)                          |                                                     | Sint Jorisstraat 22                                                              | 51° 41' 11" NB, 5° 18' 6" OL  | 21840   | Meer afbeeldingen |
| Pand, voorhuis met verdieping onder met rode Hollandse pannen gedekt Mansardedak | Gebouw                                                                        | vermoedelijk 17e eeuw (oorsprong)                          |                                                     | Sint Jorisstraat 24                                                              | 51° 41' 11" NB, 5° 18' 6" OL  | 21841   | Meer afbeeldingen |
| Pand met verdieping onder met rode muldenpannen gedekt zadeldak | Gebouw                                                                        | 19e eeuw                                                   |                                                     | Sint Jorisstraat 26                                                              | 51° 41' 11" NB, 5° 18' 6" OL  | 21842   | Meer afbeeldingen |
| Woonhuis | Gebouw                                                                        |                                                            |                                                     | Sint Jorisstraat 72                                                              | 51° 41' 7" NB, 5° 18' 8" OL   | 21843   | Meer afbeeldingen |
| Woonhuis | Gebouw                                                                        |                                                            |                                                     | Sint Josephstraat 11A, 11B, 13                                                   | 51° 41' 24" NB, 5° 18' 30" OL | 21844   | Woonhuis |
| Sint Josephkerk | Kerk en kerkonderdeel                                                         | 1857                                                       | A. van Veggel                                       | Sint Josephstraat 15                                                             | 51° 41' 25" NB, 5° 18' 29" OL | 21845   | Meer afbeeldingen |
| 'Dit is in Vlymen' uit 1635. Huis met trapgevel met natuurstenen banden, blokken en waterlijsten | Gebouw                                                                        |                                                            |                                                     | Smalle Haven 125 t/m 125B                                                        | 51° 41' 31" NB, 5° 18' 2" OL  | 21846   | Meer afbeeldingen |
| Pand met hoog zadeldak tussen zijtopgevels | Werk-woonhuis                                                                 |                                                            |                                                     | Snellestraat 49, 51                                                              | 51° 41' 20" NB, 5° 18' 4" OL  | 21847   | Meer afbeeldingen |
| Pand met later vereenvoudigde voorgevel | Gebouw                                                                        |                                                            |                                                     | Snellestraat 28                                                                  | 51° 41' 18" NB, 5° 18' 5" OL  | 21848   | Meer afbeeldingen |
| Voormalig refugiehuis der abdij van St.Geertrui te Leuven | Gebouw                                                                        |                                                            |                                                     | Spinhuiswal 1                                                                    | 51° 41' 5" NB, 5° 18' 7" OL   | 21849   | Meer afbeeldingen |
| Woonhuis | Gebouw                                                                        |                                                            |                                                     | Torenstraat 5, 5A                                                                | 51° 41' 18" NB, 5° 18' 27" OL | 21875   | Meer afbeeldingen |
| Woonhuis | Gebouw                                                                        |                                                            |                                                     | Torenstraat bij 7                                                                | 51° 41' 18" NB, 5° 18' 27" OL | 21876   | Meer afbeeldingen |
| Woonhuis | Gebouw                                                                        |                                                            |                                                     | Torenstraat 9, 9A                                                                | 51° 41' 18" NB, 5° 18' 27" OL | 21877   | Meer afbeeldingen |
| Woonhuis | Gebouw                                                                        |                                                            |                                                     | Torenstraat 11 t/m 21 (oneven)                                                   | 51° 41' 17" NB, 5° 18' 27" OL | 21878   | Meer afbeeldingen |
| Sint-Janskathedraal | Kerk en kerkonderdeel                                                         | 1530 (oorsprongelijk 13e eeuw)                             |                                                     | Torenstraat 18                                                                   | 51° 41' 17" NB, 5° 18' 30" OL | 21879   | Meer afbeeldingen |
| Toren Sint-Janskathedraal | Gebouw                                                                        |                                                            |                                                     | Torenstraat 18                                                                   | 51° 41' 17" NB, 5° 18' 28" OL | 21880   | Toren Sint-Janskathedraal |
| Toenmalige woonhuis van de familie Boelen | Gebouw                                                                        |                                                            |                                                     | Triniteitstraat 8                                                                | 51° 41' 9" NB, 5° 18' 31" OL  | 21881   | Meer afbeeldingen |
| Gebouw met topgevel | Gebouw                                                                        |                                                            |                                                     | Uilenburg 14, 16                                                                 | 51° 41' 18" NB, 5° 18' 0" OL  | 21882   | Meer afbeeldingen |
| Voormalig achterhuis van Postelstraat 42 | Gebouw                                                                        |                                                            |                                                     | Uilenburg 20, 22                                                                 | 51° 41' 17" NB, 5° 17' 60" OL | 21883   | Meer afbeeldingen |
| Woonhuis | Gebouw                                                                        |                                                            |                                                     | Verwersstraat 1                                                                  | 51° 41' 16" NB, 5° 18' 14" OL | 21884   | Meer afbeeldingen |
| Huis met hoge gepleisterde lijstgevel | Gebouw                                                                        |                                                            |                                                     | Verwersstraat 7 t/m 7D                                                           | 51° 41' 16" NB, 5° 18' 15" OL | 21885   | Meer afbeeldingen |
| Huis onder schilddak en met 19e-eeuwse lijstgevel | Gebouw                                                                        |                                                            |                                                     | Verwersstraat 9                                                                  | 51° 41' 16" NB, 5° 18' 15" OL | 21886   | Meer afbeeldingen |
| Huis onder neogotische gevel | Gebouw                                                                        | ca. 1840                                                   |                                                     | Verwersstraat 11                                                                 | 51° 41' 15" NB, 5° 18' 16" OL | 21887   | Meer afbeeldingen |
| Huis onder schilddak en met gebosseerd gepleisterde lijstgevel | Gebouw                                                                        |                                                            |                                                     | Verwersstraat 13                                                                 | 51° 41' 15" NB, 5° 18' 15" OL | 21888   | Meer afbeeldingen |
| Woonhuis | Gebouw                                                                        |                                                            |                                                     | Verwersstraat 15 A t/m D                                                         | 51° 41' 15" NB, 5° 18' 15" OL | 21889   | Meer afbeeldingen |
| Huis met schilddak en gebosseerd gepleisterde lijstgevel waarin vensters met afgeronde bovenhoeken en kuiven van stuc,xixc                                                                                     | Gebouw                                                                        |                                                            |                                                     | Verwersstraat 21                                                                 | 51° 41' 15" NB, 5° 18' 16" OL | 21890   | Meer afbeeldingen |
| Woonhuis | Gebouw                                                                        |                                                            |                                                     | Verwersstraat 23                                                                 | 51° 41' 14" NB, 5° 18' 17" OL | 21891   | Meer afbeeldingen |
| Huis met eenvoudige lijstgevel, kroonlijst op klossen, schuiframen | Gebouw                                                                        |                                                            |                                                     | Waterstraat 2, 4 / Verwersstraat 35A-C                                           | 51° 41' 13" NB, 5° 18' 18" OL | 21892   | Meer afbeeldingen |
| Huis met schilddak en witte lijstgevel, 18e - 19e eeuw | Gebouw                                                                        |                                                            |                                                     | Verwersstraat 37                                                                 | 51° 41' 13" NB, 5° 18' 18" OL | 21893   | Meer afbeeldingen |
| Militair Gouvernement | Gebouw                                                                        |                                                            |                                                     | Verwersstraat 41                                                                 | 51° 41' 12" NB, 5° 18' 17" OL | 21894   | Meer afbeeldingen |
| Huis met eenvoudige lijstgevel | Woonhuis                                                                      |                                                            |                                                     | Verwersstraat 47                                                                 | 51° 41' 12" NB, 5° 18' 20" OL | 21895   | Meer afbeeldingen |
| Huis met lijstgevel met fraaie kroonlijst en dakkapel | Gebouw                                                                        |                                                            |                                                     | Verwersstraat 51, 53                                                             | 51° 41' 11" NB, 5° 18' 20" OL | 21896   | Meer afbeeldingen |
| Evangelisch lutherse kerk | Kerk en kerkonderdeel                                                         | 1847                                                       | A. van Veggel                                       | Verwersstraat 49                                                                 | 51° 41' 12" NB, 5° 18' 20" OL | 21897   | Meer afbeeldingen |
| Huis met eenvoudige lijstgevel, schilddak, schuiframen, deurkalf met tandlijst | Gebouw                                                                        |                                                            |                                                     | Verwersstraat 75                                                                 | 51° 41' 10" NB, 5° 18' 22" OL | 21898   | Meer afbeeldingen |
| Huis met schilddak en eenvoudige lijstgevel in empire traditie, schuiframen, vensterluiken | Gebouw                                                                        |                                                            |                                                     | Verwersstraat 77                                                                 | 51° 41' 10" NB, 5° 18' 22" OL | 21899   | Meer afbeeldingen |
| Het Sevengester | Gebouw                                                                        |                                                            |                                                     | Verwersstraat 79                                                                 | 51° 41' 9" NB, 5° 18' 22" OL  | 21900   | Meer afbeeldingen |
| Huis met dwars schilddak en gebosseerd gepleisterde lijstgevel | Gebouw                                                                        |                                                            |                                                     | Verwersstraat 83 t/m 83D                                                         | 51° 41' 9" NB, 5° 18' 23" OL  | 21901   | Meer afbeeldingen |
| Huis met fraaie gevel uit het begin van de 19e eeuw, met twee ingangen omlijst door geblokte pilasters en kroonlijsten op voluutvormige consoles en mooie deuren met amandelvormige kussenpanelen              | Gebouw                                                                        |                                                            |                                                     | Verwersstraat 85, 85A                                                            | 51° 41' 9" NB, 5° 18' 23" OL  | 21902   | Meer afbeeldingen |
| Huis met eenvoudige lijstgevel, begin 19e eeuw, schuiframen, bovenlicht, schilddak | Gebouw                                                                        |                                                            |                                                     | Verwersstraat 89                                                                 | 51° 41' 9" NB, 5° 18' 24" OL  | 21903   | Meer afbeeldingen |
| Huis met lijstgevel met gebosseerde pleisterlaag | Gebouw                                                                        |                                                            |                                                     | Verwersstraat 91                                                                 | 51° 41' 9" NB, 5° 18' 24" OL  | 21904   | Meer afbeeldingen |
| Huis met eenvoudige 18e-eeuwse halsgevel met schuiframen | Gebouw                                                                        |                                                            |                                                     | Verwersstraat 18, 18A                                                            | 51° 41' 15" NB, 5° 18' 17" OL | 21905   | Meer afbeeldingen |
| Huis met schilddak en strenge empire gevel waarin fraaie schuiframen en dakkapel | Gebouw                                                                        |                                                            |                                                     | Verwersstraat 26                                                                 | 51° 41' 15" NB, 5° 18' 18" OL | 21906   | Meer afbeeldingen |
| Fors pand samengesteld uit twee 17e/18e-eeuwse panden | Gebouw                                                                        |                                                            |                                                     | Verwersstraat 20, 20A t/m 20E                                                    | 51° 41' 15" NB, 5° 18' 17" OL | 21907   | Meer afbeeldingen |
| De Olijftak | Gebouw                                                                        |                                                            |                                                     | Verwersstraat 30                                                                 | 51° 41' 14" NB, 5° 18' 18" OL | 21908   | Meer afbeeldingen |
| Huis met schilddak en gepleisterde lijstgevel waarin vensters met stucversiering | Gebouw                                                                        | ca. 1870                                                   |                                                     | Verwersstraat 32                                                                 | 51° 41' 14" NB, 5° 18' 18" OL | 21909   | Meer afbeeldingen |
| Het Vosken | Gebouw                                                                        |                                                            |                                                     | Verwersstraat 44                                                                 | 51° 41' 13" NB, 5° 18' 19" OL | 21910   | Meer afbeeldingen |
| De Oude Put | Gebouw                                                                        |                                                            |                                                     | Verwersstraat 46                                                                 | 51° 41' 13" NB, 5° 18' 19" OL | 21911   | Meer afbeeldingen |
| Huis met schilddak en gebosseerd gepleisterde lijstgevel waarin cordonlijsten en schuiframen | Gebouw                                                                        |                                                            |                                                     | Verwersstraat 56                                                                 | 51° 41' 13" NB, 5° 18' 20" OL | 21912   | Meer afbeeldingen |
| Huis onder schilddak en met empire lijstgevel, gepleisterd, voorzien van cordonlijsten en schuiframen | Gebouw                                                                        |                                                            |                                                     | Verwersstraat 60                                                                 | 51° 41' 12" NB, 5° 18' 20" OL | 21913   | Meer afbeeldingen |
| Huis onder hoog schilddak en met gepleisterde lijstgevel, waarin stucversieringen boven de vensters uit omstreeks 1870                                                                                         | Gebouw                                                                        |                                                            |                                                     | Verwersstraat 62, 64                                                             | 51° 41' 12" NB, 5° 18' 20" OL | 21914   | Meer afbeeldingen |
| Huis onder schilddak en met empire lijstgevel, gepleisterd, voorzien van cordonlijsten en schuiframen | Gebouw                                                                        |                                                            |                                                     | Verwersstraat 66                                                                 | 51° 41' 12" NB, 5° 18' 21" OL | 21915   | Meer afbeeldingen |
| Huis met schilddak en gebosseerd gepleisterde lijstgevel waarin empire schuiframen | Gebouw                                                                        |                                                            |                                                     | Verwersstraat 68                                                                 | 51° 41' 12" NB, 5° 18' 21" OL | 21916   | Meer afbeeldingen |
| Pand met verdieping onder gedekt zadeldak met schild | Gebouw                                                                        |                                                            |                                                     | Verwersstraat 102                                                                | 51° 41' 10" NB, 5° 18' 23" OL | 21917   | Meer afbeeldingen |
| Huis met trapgevel | Gebouw                                                                        |                                                            |                                                     | Visstraat 6                                                                      | 51° 41' 25" NB, 5° 18' 4" OL  | 21918   | Meer afbeeldingen |
| De Steur | Gebouw                                                                        |                                                            |                                                     | Visstraat 42, 44                                                                 | 51° 41' 24" NB, 5° 17' 60" OL | 21919   | Meer afbeeldingen |
| Huis met eenvoudige lijstgevel | Gebouw                                                                        |                                                            |                                                     | Vughterstraat 73 A en B                                                          | 51° 41' 13" NB, 5° 18' 1" OL  | 21920   | Meer afbeeldingen |
| De Meermin | Gebouw                                                                        |                                                            |                                                     | Vughterstraat 75, 77                                                             | 51° 41' 13" NB, 5° 18' 1" OL  | 21921   | Meer afbeeldingen |
| De Drije Swarte Mollen | Gebouw                                                                        |                                                            |                                                     | Vughterstraat 267                                                                | 51° 41' 5" NB, 5° 17' 44" OL  | 21922   | Meer afbeeldingen |
| De Bijenkorf | Gebouw                                                                        |                                                            |                                                     | Vughterstraat 269, 271                                                           | 51° 41' 5" NB, 5° 17' 44" OL  | 21923   | De Bijenkorf |
| De Swarte Sleutel | Werk-woonhuis                                                                 |                                                            |                                                     | Vughterstraat 277 t/m 287                                                        | 51° 41' 4" NB, 5° 17' 44" OL  | 21924   | Meer afbeeldingen |
| Den Dobbelen Arent | Gebouw                                                                        |                                                            |                                                     | Vughterstraat 90                                                                 | 51° 41' 12" NB, 5° 18' 0" OL  | 21925   | Meer afbeeldingen |
| 't Zwart Beerke | Gebouw                                                                        |                                                            |                                                     | Vughterstraat 98                                                                 | 51° 41' 12" NB, 5° 17' 59" OL | 21926   | Meer afbeeldingen |
| De Vier Azen | Gebouw                                                                        |                                                            |                                                     | Vughterstraat 100A,102,104                                                       | 51° 41' 12" NB, 5° 17' 58" OL | 21927   | Meer afbeeldingen |
| DeDrie Dordtsche Maagden | Gebouw                                                                        |                                                            |                                                     | Vughterstraat 106                                                                | 51° 41' 12" NB, 5° 17' 57" OL | 21928   | Meer afbeeldingen |
| Huis met trapgevel met gebogen topfronton, schuiframen onder strekken en ovale topnis | Gebouw                                                                        |                                                            |                                                     | Vughterstraat 108, 108A                                                          | 51° 41' 11" NB, 5° 17' 57" OL | 21929   | Meer afbeeldingen |
| Gebouw bestaande uit twee vroeg-19e-eeuwse panden met vermoedelijk oudere kernen | Gebouw                                                                        |                                                            |                                                     | Vughterstraat 164; Het Vergult Cabeltouw 2 t/m 50                                | 51° 41' 9" NB, 5° 17' 52" OL  | 21930   | Meer afbeeldingen |
| Bestaat uit twee panden waarvan het rechtse het opmerkelijkst | Gebouw                                                                        |                                                            |                                                     | Vughterstraat 164A en B, 166, 166 A t/m C                                        | 51° 41' 9" NB, 5° 17' 51" OL  | 21931   | Meer afbeeldingen |
| Woonhuis | Woonhuis                                                                      |                                                            |                                                     | Vughterstraat 168, 170                                                           | 51° 41' 8" NB, 5° 17' 51" OL  | 21932   | Meer afbeeldingen |
| Eenvoudig, langgerekt, 16e-eeuws pandje met zolderverdieping onder met rode hollandse pannen gedekt zadeldak tegen tuitgevel en tegen trapgevel                                                                | Gebouw                                                                        |                                                            |                                                     | Vughterstraat 174, 176                                                           | 51° 41' 8" NB, 5° 17' 50" OL  | 21933   | Meer afbeeldingen |
| Woonhuis | Gebouw                                                                        |                                                            |                                                     | Vughterstraat 178, 180                                                           | 51° 41' 7" NB, 5° 17' 52" OL  | 21934   | Meer afbeeldingen |
| De Drije Keysers | Woonhuis                                                                      |                                                            |                                                     | Vughterstraat 224                                                                | 51° 41' 6" NB, 5° 17' 47" OL  | 21935   | Meer afbeeldingen |
| Woonhuis | Gebouw                                                                        |                                                            |                                                     | Vughterstraat 226                                                                | 51° 41' 5" NB, 5° 17' 47" OL  | 21936   | Meer afbeeldingen |
| In schoon metselwerk opgetrokken | Gebouw                                                                        |                                                            |                                                     | Vughterstraat 254, 256                                                           | 51° 41' 4" NB, 5° 17' 45" OL  | 21937   | Meer afbeeldingen |
| Woonhuis | Gebouw                                                                        |                                                            |                                                     | Vughterstraat 258                                                                | 51° 41' 4" NB, 5° 17' 44" OL  | 21938   | Meer afbeeldingen |
| Herenhuis samengesteld uit twee oudere panden | Gebouw                                                                        |                                                            |                                                     | Wolvenhoek 4                                                                     | 51° 41' 13" NB, 5° 18' 12" OL | 21939   | Meer afbeeldingen |
| Pand met verdieping onder met blauwe hollandse pannen gedekt schilddak | Gebouw                                                                        |                                                            |                                                     | Wolvenhoek 2                                                                     | 51° 41' 14" NB, 5° 18' 12" OL | 21940   | Meer afbeeldingen |
| Een 18e-eeuwse kolom met daarop een vergulde gebeeldhouwde leeuw | Gebouw                                                                        |                                                            |                                                     | Schapenmarkt tegenover 4                                                         | 51° 41' 18" NB, 5° 18' 10" OL | 21942   | Een 18e-eeuwse kolom met daarop een vergulde gebeeldhouwde leeuw                                                                                           |
| Toegangspoort van het voormalige Groot Zieken Gasthuis | Gebouw                                                                        |                                                            |                                                     | Gasthuisstraat Poort Ong                                                         | 51° 41' 23" NB, 5° 18' 21" OL | 21943   | Meer afbeeldingen |
| Stenen toegangspoort | Gebouw                                                                        |                                                            |                                                     | Hinthamerstraat 19/21 Ong                                                        | 51° 41' 20" NB, 5° 18' 19" OL | 21944   | Meer afbeeldingen |
| Ruissche Poort | Gebouw                                                                        |                                                            |                                                     | Ruissche Poort ongenummerd                                                       | 51° 41' 26" NB, 5° 18' 6" OL  | 21945   | Meer afbeeldingen |
| Oude brug over de dieze, oorspronkelijk overbouwd | Brug                                                                          |                                                            |                                                     | Louwsepoort (ongenummerd)                                                        | 51° 41' 21" NB, 5° 18' 36" OL | 21946   | Oude brug over de dieze, oorspronkelijk overbouwd |
| Brug over de dieze | Brug                                                                          |                                                            |                                                     | Brug over de Dieze                                                               | 51° 41' 21" NB, 5° 18' 35" OL | 21947   | Brug over de dieze |
| Brug over de Dieze, naar het Uilenburgstraatje toe | Brug                                                                          |                                                            |                                                     | Uilenburg, tussen 10 en 13                                                       | 51° 41' 19" NB, 5° 18' 0" OL  | 21948   | Meer afbeeldingen |
| Synagoge | Gebouw                                                                        |                                                            |                                                     | Prins Bernhardstraat 8                                                           | 51° 41' 10" NB, 5° 18' 14" OL | 333500  | Meer afbeeldingen |
| Woonhuis | Werk-woonhuis                                                                 |                                                            |                                                     | Hooge Steenweg 9, 11                                                             | 51° 41' 24" NB, 5° 18' 8" OL  | 333507  | Meer afbeeldingen |
| Woonhuis | Gebouw                                                                        |                                                            |                                                     | Hooge Steenweg 20                                                                | 51° 41' 24" NB, 5° 18' 6" OL  | 333515  | Meer afbeeldingen |
| Gedeeltelijk onderkelderd pand met drie verdiepingen onder met pannen gedekt schilddak | Gebouw                                                                        |                                                            |                                                     | Kolperstraat 7, 9                                                                | 51° 41' 18" NB, 5° 18' 15" OL | 333520  | Meer afbeeldingen |
| Woonhuis | Gebouw                                                                        |                                                            |                                                     | Nieuwstraat 32                                                                   | 51° 41' 25" NB, 5° 18' 24" OL | 333525  | Woonhuis |
| Breed pand met twee verdiepingen samengesteld uit twee, midden-16e-eeuwse huizen - nr 105 van 16e- tot en met 18e-eeuwse bierbrouwerij 'De witte laars'                                                        | Gebouw                                                                        |                                                            |                                                     | Vughterstraat 105, 107                                                           | 51° 41' 12" NB, 5° 17' 56" OL | 333530  | Meer afbeeldingen |
| Woonhuis | Gebouw                                                                        |                                                            |                                                     | Stationsweg 1 t/m 7 / Havensingel 1, 1A                                          | 51° 41' 26" NB, 5° 17' 52" OL | 347284  | Meer afbeeldingen |
| De Camere | Woonhuis                                                                      | 1750-1800                                                  |                                                     | Orthenstraat bij 67                                                              | 51° 41' 33" NB, 5° 18' 5" OL  | 514824  | Meer afbeeldingen |
| Complex Hekellaan (Rijks-HBS) | Onderwijs en wetenschap                                                       | 1905                                                       |                                                     | Hekellaan 4                                                                      | 51° 41' 8" NB, 5° 18' 42" OL  | 522401  | Meer afbeeldingen |
| Complex Hekellaan (Rijks-HBS): bijgebouwen | Onderwijs en wetenschap                                                       | 1908                                                       |                                                     | Hekellaan 4                                                                      | 51° 41' 10" NB, 5° 18' 41" OL | 522402  | Meer afbeeldingen |
| Sint Jacobshof: blok met hofjeswoningen vormt de zuidelijke afsluiting van het sint jacobshofje | Woonhuis                                                                      | 1930                                                       |                                                     | Sint Jacobshof 21-24                                                             | 51° 41' 14" NB, 5° 18' 43" OL | 522420  | Meer afbeeldingen |
| Sint Jacobshof: blok met woningen | Woonhuis                                                                      | 1930-1935                                                  |                                                     | Sint Jacobshof 1 t/m 44 (even + oneven) en Bethaniestraat 1,3,5                  | 51° 41' 14" NB, 5° 18' 44" OL | 522421  | Meer afbeeldingen |
| Mariënburgklooster | Klooster, kloosteronderdl                                                     | 1897-1899                                                  |                                                     | Sint Janssingel 90 t/m 96                                                        | 51° 41' 17" NB, 5° 17' 55" OL | 522423  | Meer afbeeldingen |
| Complex Mariënburg; kweekschool | Onderwijs en wetenschap                                                       | 1900                                                       |                                                     | Sint Janssingel 90 t/m 96                                                        | 51° 41' 17" NB, 5° 17' 55" OL | 522424  | Meer afbeeldingen |
| Paleis van Justitie | Gerechtsgebouw                                                                | 1912-1924                                                  |                                                     | Sint Jorisstraat 127, 129                                                        | 51° 41' 6" NB, 5° 18' 5" OL   | 522426  | Paleis van Justitie |
| Gevangeniscomplex | Gerechtsgebouw                                                                | 1912                                                       |                                                     | Sint Jorisstraat 123, 125                                                        | 51° 41' 7" NB, 5° 18' 4" OL   | 522427  | Meer afbeeldingen |
| serie van 5 huizen | Woonhuis                                                                      | 1933                                                       |                                                     | Baselaarstraat 2, 4, 6, 8, 10                                                    | 51° 41' 10" NB, 5° 18' 48" OL | 522441  | Meer afbeeldingen |
| Peilschaal | Waterweg, werf en haven                                                       | 1899                                                       |                                                     | Brede Haven                                                                      | 51° 41' 39" NB, 5° 18' 3" OL  | 522442  | Peilschaal |
| Draaibrug | Brug                                                                          | 1900-1902                                                  |                                                     | Brugplein draaibrug                                                              | 51° 41' 39" NB, 5° 17' 58" OL | 522443  | Meer afbeeldingen |
| Voormalig kantoorgebouw van de Maatschappij van Brandverzekering voor het Koningrijk der Nederlanden | Handel en kantoor                                                             | 1903                                                       |                                                     | Choorstraat 14, 16                                                               | 51° 41' 16" NB, 5° 18' 36" OL | 522446  | Voormalig kantoorgebouw van de Maatschappij van Brandverzekering voor het Koningrijk der Nederlanden                                                       |
| Kosterswoning van de Sint Janskathedraal | Kerkelijke dienstwoning                                                       | 1855                                                       |                                                     | Choorstraat 3, 5                                                                 | 51° 41' 16" NB, 5° 18' 32" OL | 522447  | Kosterswoning van de Sint Janskathedraal |
| Monument voor Henri Bakker | Gedenkteken                                                                   | 1938                                                       | Co Brandes (architect) Albert Termote (beeldhouwer) | Hekellaan (tegenover Nachtegaalslaantje)                                         | 51° 41' 7" NB, 5° 18' 37" OL  | 522460  | Meer afbeeldingen |
| Manege | Sport en recreatie                                                            | 1900                                                       |                                                     | Hekellaan 2                                                                      | 51° 41' 8" NB, 5° 18' 39" OL  | 522461  | Meer afbeeldingen |
| Theater met bovenwoning | Welzijn, kunst en cultuur                                                     | 1919                                                       |                                                     | Hooge Steenweg 15                                                                | 51° 41' 25" NB, 5° 18' 9" OL  | 522468  | Meer afbeeldingen |
| Pakhuis annex beeldhouwersatelier | Opslag                                                                        | 1890                                                       |                                                     | Sint Janskerkhof 9                                                               | 51° 41' 17" NB, 5° 18' 35" OL | 522469  | Pakhuis annex beeldhouwersatelier |
| Van Lanschot's Stichting | Sociale zorg, liefdadigh.                                                     | 1894                                                       |                                                     | Sint Janssingel 88                                                               | 51° 41' 18" NB, 5° 17' 55" OL | 522470  | Meer afbeeldingen |
| Voormalige parochiale lagere school en parochiale muloschool, verbonden aan de parochie Sint Jan en de Congregatie St. Aloysius                                                                                | Onderwijs en wetenschap                                                       | 1895                                                       |                                                     | Sint Josephstraat 18, 20                                                         | 51° 41' 24" NB, 5° 18' 28" OL | 522471  | Voormalige parochiale lagere school en parochiale muloschool, verbonden aan de parochie Sint Jan en de Congregatie St. Aloysius                            |
| Dubbel herenhuis | Woonhuis                                                                      | 1880                                                       |                                                     | Sint Josephstraat 7, 9                                                           | 51° 41' 23" NB, 5° 18' 29" OL | 522472  | Meer afbeeldingen |
| Woonhuis | Woonhuis                                                                      | 1916                                                       |                                                     | Korte Waterstraat 12, 14, 16, 13, 15                                             | 51° 41' 22" NB, 5° 18' 19" OL | 522490  | Meer afbeeldingen |
| Standbeeld Jeroen Bosch | Gedenkteken                                                                   | 1934                                                       | August Falise                                       | Markt (tegenover Stadhuis)                                                       | 51° 41' 19" NB, 5° 18' 12" OL | 522493  | Meer afbeeldingen |
| Voormalig winkel-woonhuis in art-nouveaustijl | Winkel                                                                        | 1912                                                       |                                                     | Markt 12 en 12A                                                                  | 51° 41' 20" NB, 5° 18' 12" OL | 522494  | Meer afbeeldingen |
| Voormalig winkel-woonhuis in art-nouveaustijl | Winkel                                                                        | 1903                                                       |                                                     | Markt 14                                                                         | 51° 41' 20" NB, 5° 18' 12" OL | 522495  | Meer afbeeldingen |
| De Kleine Winst | Winkel                                                                        | 1875                                                       |                                                     | Markt 29                                                                         | 51° 41' 20" NB, 5° 18' 17" OL | 522496  | Meer afbeeldingen |
| De Roodenburgh | Winkel                                                                        | 1910                                                       |                                                     | Markt 73                                                                         | 51° 41' 22" NB, 5° 18' 12" OL | 522497  | Meer afbeeldingen |
| In de rooilijn van de oude dieze gelegen voormalig herenhuis | Woonhuis                                                                      | 1887                                                       |                                                     | Oude Dieze 10                                                                    | 51° 41' 9" NB, 5° 18' 29" OL  | 522512  | In de rooilijn van de oude dieze gelegen voormalig herenhuis                                                                                               |
| Sint janscentrum, papenhulst 4-6, 's-hertogenbosch | Klooster, kloosteronderdl                                                     | 1928                                                       |                                                     | Papenhulst 4, 6                                                                  | 51° 41' 13" NB, 5° 18' 37" OL | 522514  | Meer afbeeldingen |
| Ziekenhuis Johannes de Deo | Gezondheidszorg                                                               | 1914                                                       |                                                     | Papenhulst 26                                                                    | 51° 41' 12" NB, 5° 18' 38" OL | 522515  | Meer afbeeldingen |
| Blok met vijf woonhuizen | Woonhuis                                                                      | 1928                                                       |                                                     | Parklaan 1, 2, 3, 4                                                              | 51° 41' 7" NB, 5° 17' 59" OL  | 522516  | Meer afbeeldingen |
| Familie brenninkmeyer gaf de opdracht voor de bouw van dit kleding-warenhuis | Winkel                                                                        | 1932                                                       |                                                     | Pensmarkt 1, 3                                                                   | 51° 41' 20" NB, 5° 18' 11" OL | 522517  | Meer afbeeldingen |
| Herenhuis | Woonhuis                                                                      | 1909                                                       |                                                     | Peperstraat 10                                                                   | 51° 41' 10" NB, 5° 18' 26" OL | 522518  | Meer afbeeldingen |
| Warenhuis van Vroom & Dreesmann | Winkel                                                                        | 1929-1931                                                  | Oscar Leeuw, August Falise                          | Schapenmarkt 4, 6                                                                | 51° 41' 18" NB, 5° 18' 10" OL | 522519  | Meer afbeeldingen |
| In de rooilijn en op de hoek van de van Tuldenstraat en jan Heinsstraat gelegen herenhuis | Woonhuis                                                                      | 1880                                                       |                                                     | Van Tuldenstraat 1, 3, 3A t/m 3D                                                 | 51° 41' 35" NB, 5° 18' 6" OL  | 522520  | Upload foto |
| Monument voor Arthur van Voorst tot Voorst | Gedenkteken                                                                   | 1921                                                       | Huib Luns, August Falise en Jacques Goossens        | Verwersstraat, bij 41)                                                           | 51° 41' 12" NB, 5° 18' 18" OL | 522521  | Meer afbeeldingen |
| Langgerekte winkelwoning | Winkel                                                                        | ca. 1900                                                   | J. van de Berg (verb.)                              | Vughterstraat 2 en Achter het Verguld Harnas 1-3B                                | 51° 41' 16" NB, 5° 18' 8" OL  | 522522  | Meer afbeeldingen |
| Woonhuis | Nijverheid                                                                    | 1930                                                       |                                                     | Vughterstraat 280                                                                | 51° 41' 3" NB, 5° 17' 43" OL  | 522523  | Woonhuis |
| Woonhuis | Winkel                                                                        | 1900                                                       |                                                     | Vughterstraat 5                                                                  | 51° 41' 16" NB, 5° 18' 7" OL  | 522524  | Meer afbeeldingen |
| Blok bestaande uit zes arbeiderswoningen | Woonhuis                                                                      | 1884                                                       |                                                     | Walpoort 35 t/m 45                                                               | 51° 41' 20" NB, 5° 17' 57" OL | 522526  | Blok bestaande uit zes arbeiderswoningen |
| Voormalige provinciehuis | Bestuursgebouw en onderdl                                                     | 1897-1908                                                  |                                                     | Waterstraat 16                                                                   | 51° 41' 12" NB, 5° 18' 15" OL | 522527  | Meer afbeeldingen |
| Voormalig rijksarchief | Overheidsgebouw                                                               | 1881-1883                                                  |                                                     | Waterstraat 20                                                                   | 51° 41' 11" NB, 5° 18' 13" OL | 522528  | Meer afbeeldingen |
| Voormalige belastingkantoor | Overheidsgebouw                                                               | 1930                                                       | J. Crouwel?                                         | Wolvenhoek 7                                                                     | 51° 41' 12" NB, 5° 18' 11" OL | 522529  | Meer afbeeldingen |
| Complex GZG; lijkenhuis + rouwkapel | Begraafplaats en -onderdl                                                     | 1888                                                       |                                                     | Zusters van Trierstraat 8                                                        | 51° 41' 25" NB, 5° 18' 22" OL | 524985  | Complex GZG; lijkenhuis + rouwkapel |
| Vestingwerken | Fort, vesting en -onderdl                                                     |                                                            |                                                     | Rondom de oude binnenstad bij o.a. Zuidwal, Zuid-Willemsvaart en Sint Janssingel | 51° 41' 5" NB, 5° 17' 59" OL  | 21949   | Meer afbeeldingen |

## Voormalige monumenten
| Object                               | Oorspronkelijke functie? | Bouwjaar | Architect | Locatie            | Coördinaten?                  | Nr.?  | Afbeelding                           |
| ------------------------------------ | ------------------------ | -------- | --------- | ------------------ | ----------------------------- | ----- | ------------------------------------ |
| Zijgevel van het pand Peperstraat 21 | Gebouw                   |          |           | Lange Putstraat 44 | 51° 41' 13" NB, 5° 18' 25" OL | 21707 | Zijgevel van het pand Peperstraat 21 |